# Mercedes-Benz S-Klasse

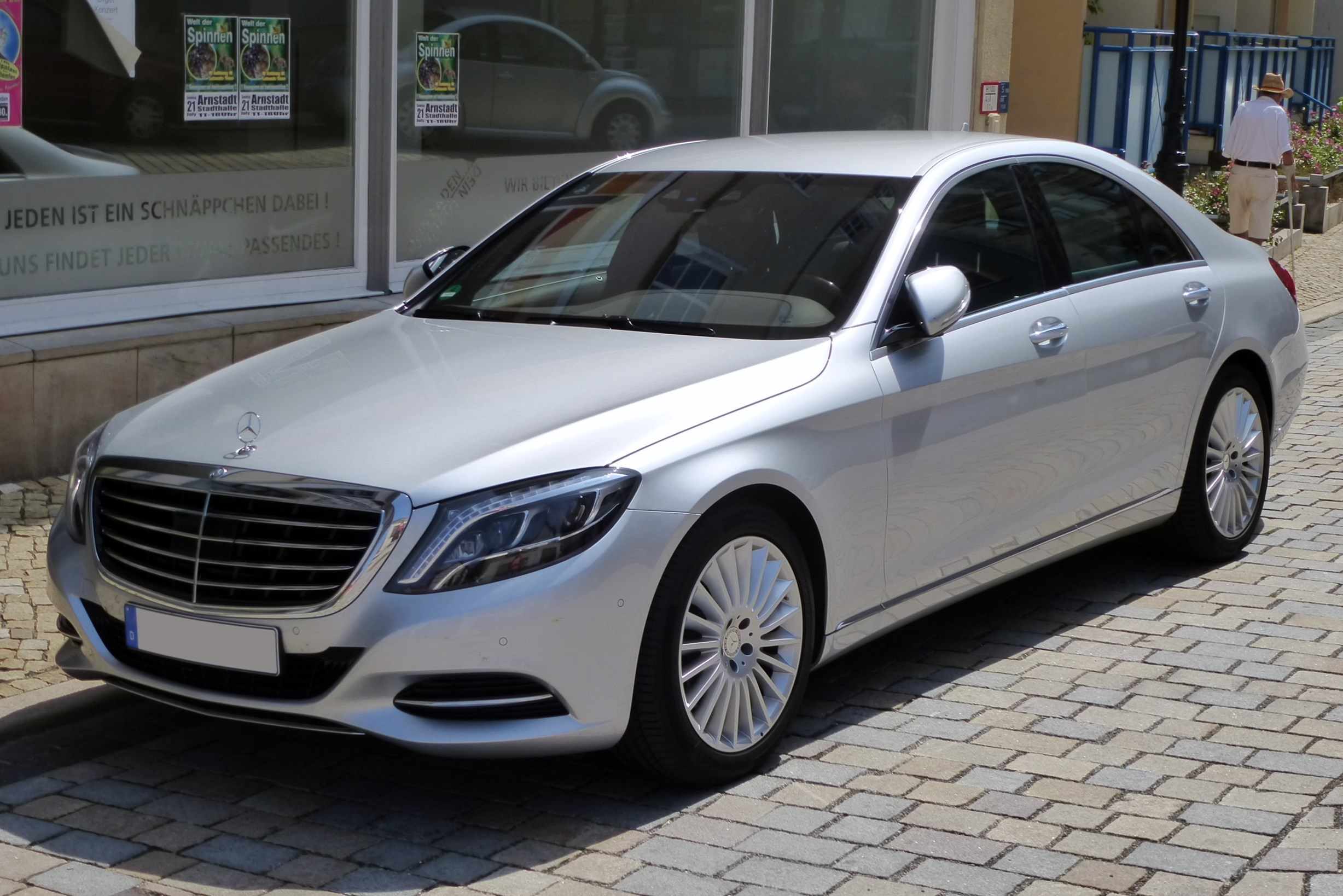
Huidige S-Klasse W222 (2013-)

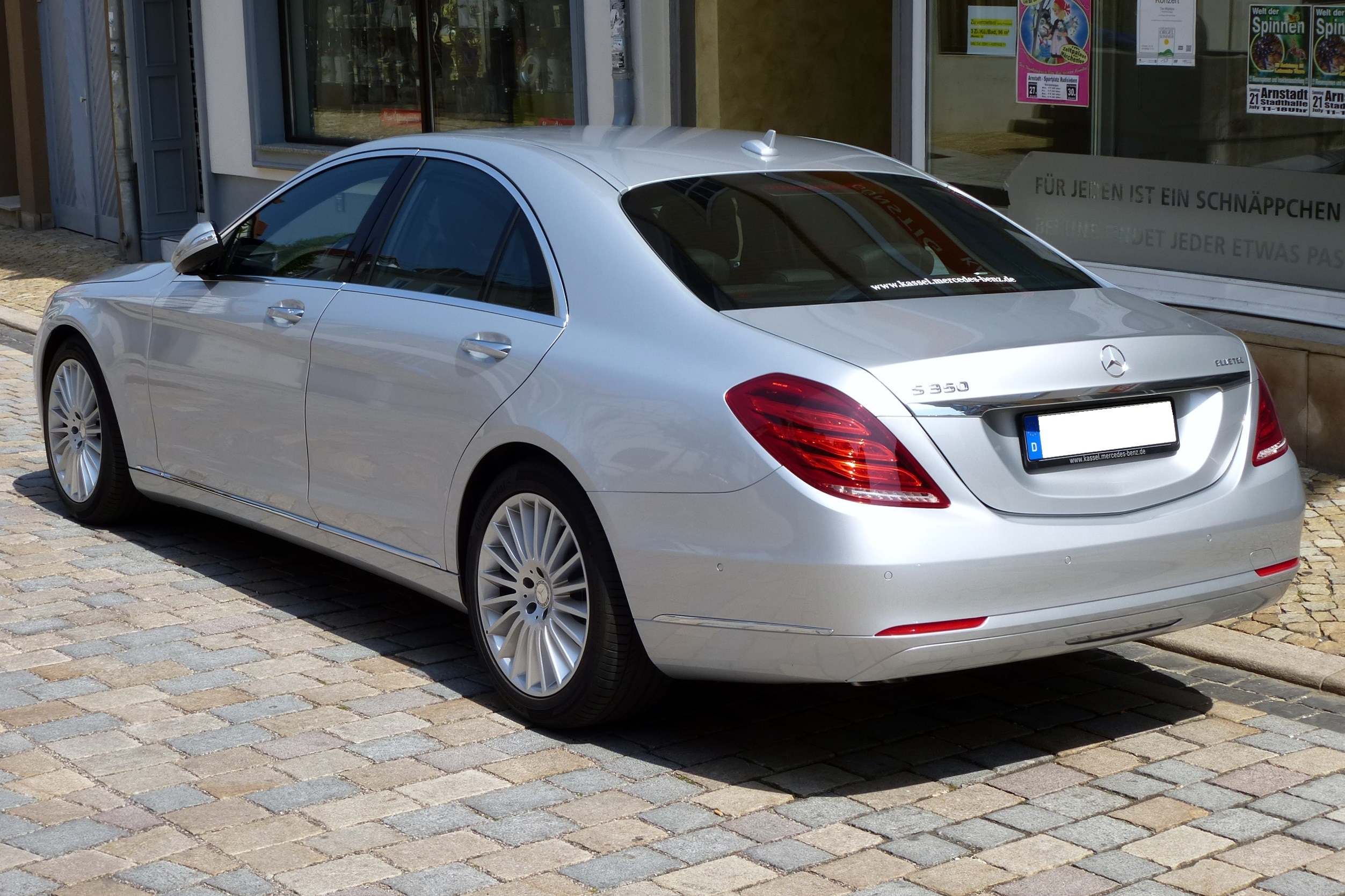
Huidige S-Klasse W222 (2013-)

S-Klasse is de typeaanduiding van de topklasse van Mercedes-Benz. De 'S' staat voor Sonder in het Duits en 'super' in het Nederlands. De letter S werd oorspronkelijk achter de modelnaam geplaatst. Sinds 1991 gaat de 'S' aan de naam vooraf.
Mercedes noemt haar topklasse in 1972 voor het eerst S-Klasse. Daarvoor werd de letter S toegevoegd aan de naam van duurdere modellen. Achteraf beschouwt Mercedes de topklasse gebouwd tussen 1965 en 1972 als de eigenlijke start van de S-Klasse en noemt deze serie nu 'oude S-Klasse'. Tot de voorgangers van de S-Klasse worden de typen gerekend die bekend zijn onder de bijnamen 'Heckflosse' en 'Ponton'. Ook het model 220 uit 1951 waar de letter S niet voorkomt wordt door Mercedes onder de voorgangers van de S-Klasse geschaard.
Mercedes streeft er bij de S-Klasse naar leidend te zijn op de thema's veiligheid, comfort, prestaties en betrouwbaarheid. Technische innovaties worden daarom traditioneel geïntroduceerd op de S-Klasse. Deze vinden na verloop van tijd vrijwel steeds hun weg naar kleinere modellen en worden overgenomen door andere merken. Voorbeelden zijn het ABS vanaf eind 1978 in de W116, de airbag vanaf 1981 in de W126 en dubbelglas, CAN en cfk-vrije airconditioning in de W140. Bij de laatste werd vanaf 1995 ook het ESP leverbaar.

## Overzicht
Sinds 1951 heeft Mercedes elf typen van de topklasse gebouwd.
| Introductiejaar | Interne serienaam | Bij/handelsnaam | Productie | Modellen |
| --------------- | ----------------- | --------------- | --------- | --- |
| 1951            | W187              | -               | 16.066    | 220 |
| 1954            | W105-W128-W180    | 'Ponton'        | 111.021   | 220 a, 219, 220 S, 220 SE |
| 1959            | W111-W112         | 'Heckflosse'    | 344.417   | 220 b/Sb/SEb, 300 SE(L) |
| 1965            | W108-W109         | 'oude S-Klasse' | 383.341   | 250 S/280 S, 250 SE/280 SE(L), 300 SEb, 300 SEL, 280 SE(L) 3.5, 300 SEL 3.5, 300 SEL 6.3 |
| 1972            | W116              | S-Klasse        | 473.035   | 280 S, 280 SE(L), 350 SE(L), 450 SE(L), 450 SEL 6.9, 300 SD |
| 1979            | W126              | S-Klasse        | 818.036   | 280 S/260 SE, 280/300 SE(L), 380/420 SE(L), 500 SE(L), 560 SE(L), 300 SD(L), 350 SD(L) |
| 1991            | W140              | S-Klasse        | 406.717   | 300 SE 2.8/S 280, 300 SE(L)/S 320, 400 SE(L)/S 420, 500 SE(L)/S 500, 600 SE(L)/S 600, 300 SD/S 350 Turbodiesel, S 300 Turbodiesel                                                                                                |
| 1998            | W220              | S-Klasse        | 484.697   | S 280, S 320, S 350, S 430, S 500, S 600, S 320 CDI, S 400 CDI, S 55 AMG, S 63 AMG, S 65 AMG |
| 2005            | W221              | S-Klasse        | 547.698   | S 350/S 350 BlueEFFICIENCY, S 400 HYBRID, S 450, S 500/S 500 BlueEFFICIENCY, S 600, S 250 CDI BlueEFFICIENCY, S 320 CDI/S 320 CDI BlueEFFICIENCY/S 350 CDI BlueEFFICIENCY/S 350 BlueTEC, S 420 CDI/S 450 CDI, S 63 AMG, S 65 AMG |
| 2013            | W222              | S-Klasse        | >500.000  | S 300 h, S 350 d, S 400 h, S 400 4MATIC, S 500 e, S 500, Maybach S 500, S 600, Maybach S 600, AMG S 63, AMG S 63 4MATIC, AMG S 65, Maybach S 600 Pullman                                                                         |
| 2020            | W223              | S-Klasse        |           | S 350 d, S 350 d 4MATIC, S 400 d 4MATIC, S 450 4MATIC, Maybach S 480 4MATIC (China), S 500 4MATIC, S 580 e, S 580 e 4MATIC, S 580 4MATIC, Maybach S 580 4MATIC, Maybach S 680 4MATIC                                             |

Afbeeldingen van voorgaande typen
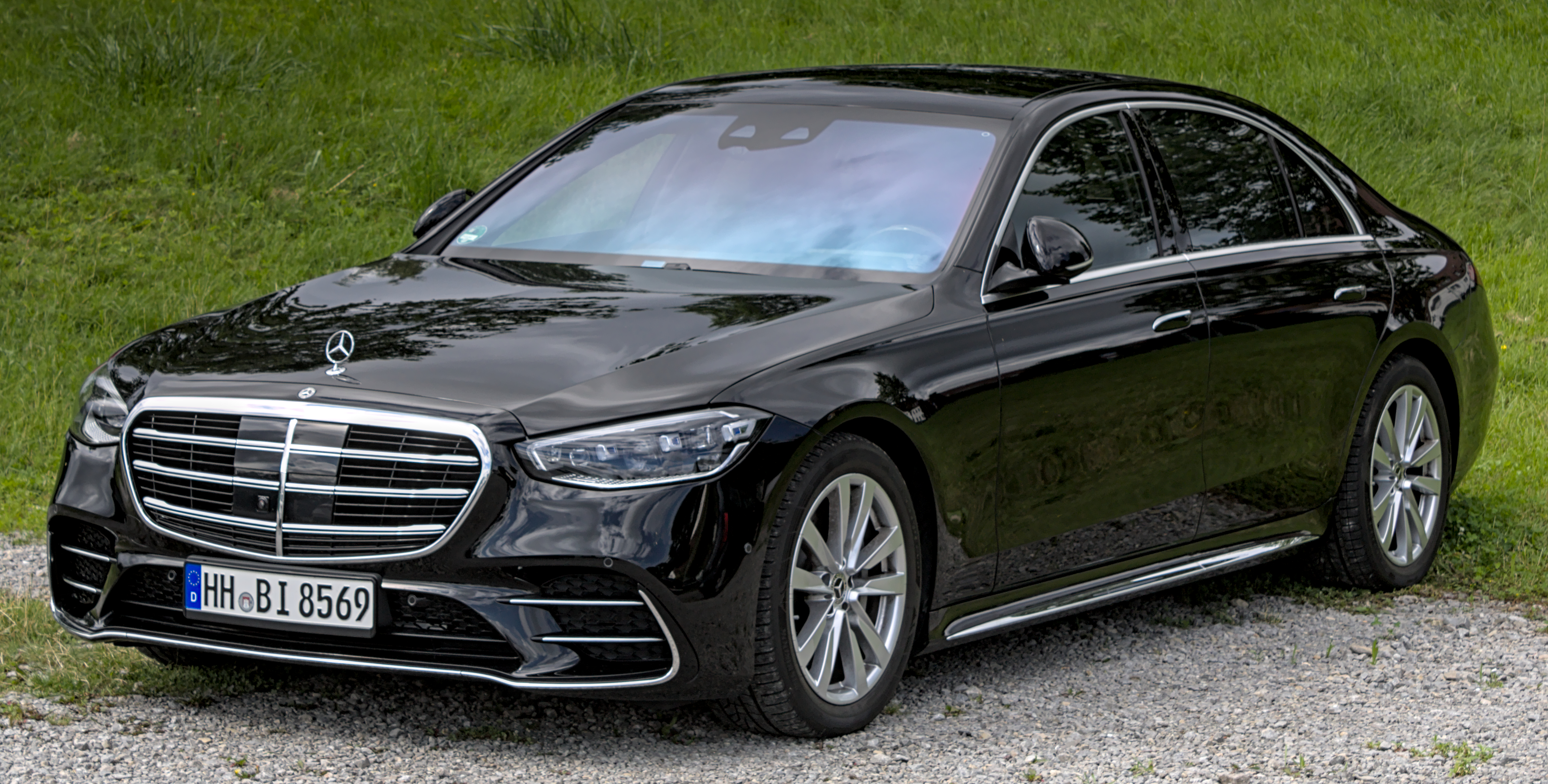
W223 (2020-)
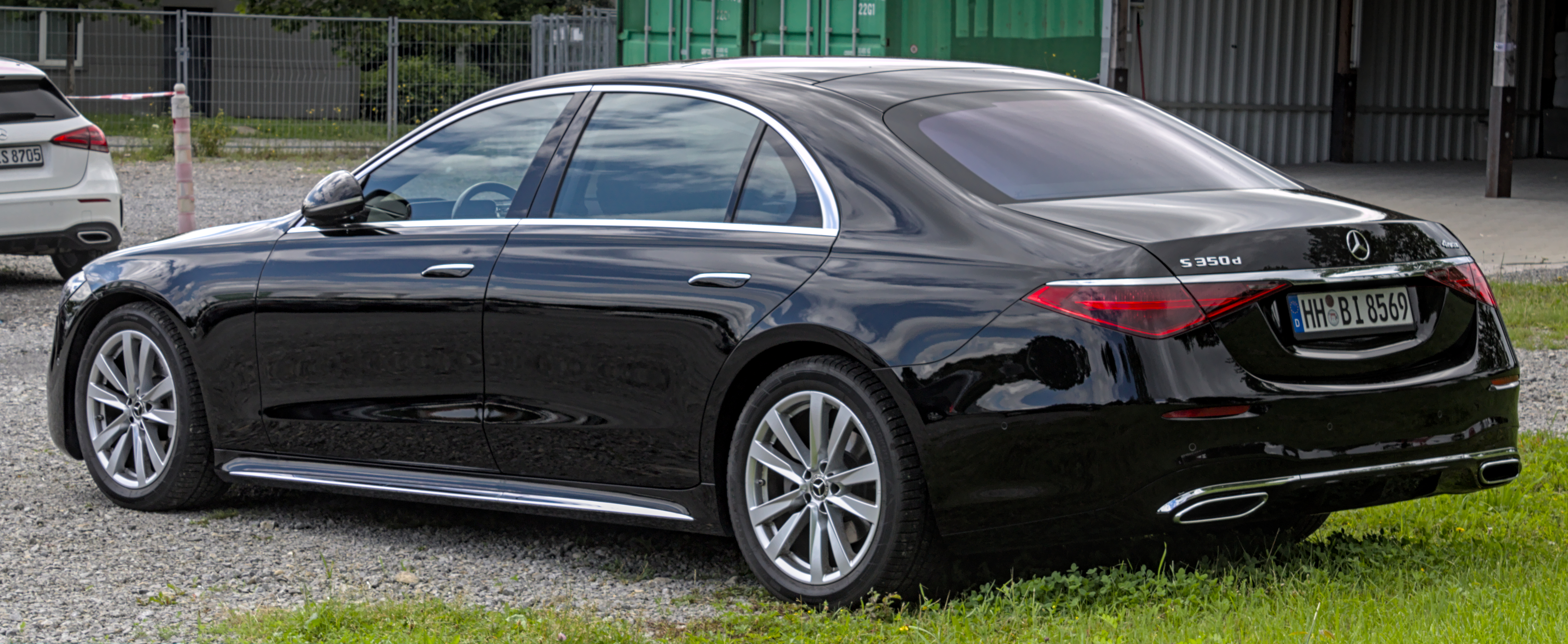
W223 (2020-)
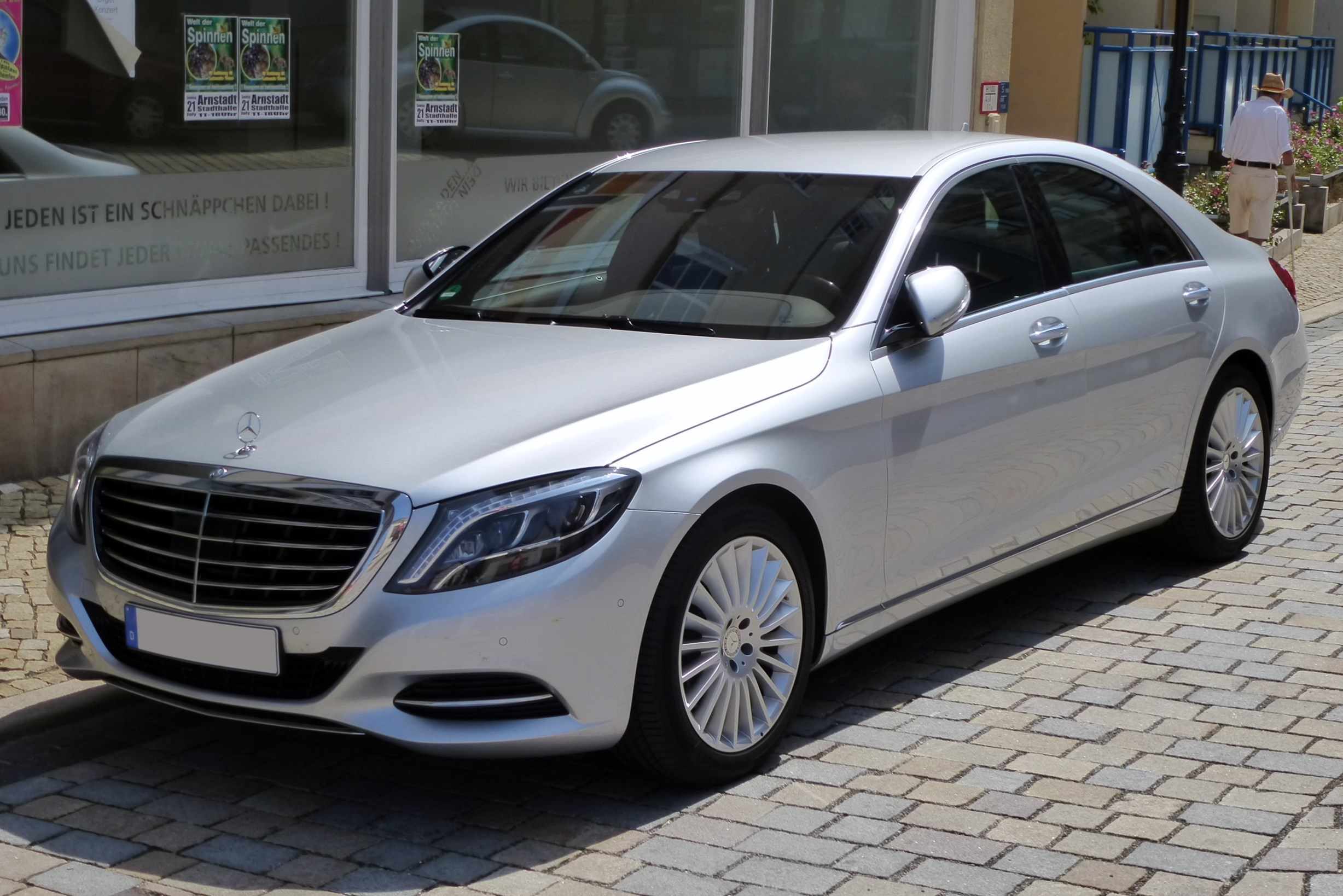
W222 (2013-2020)
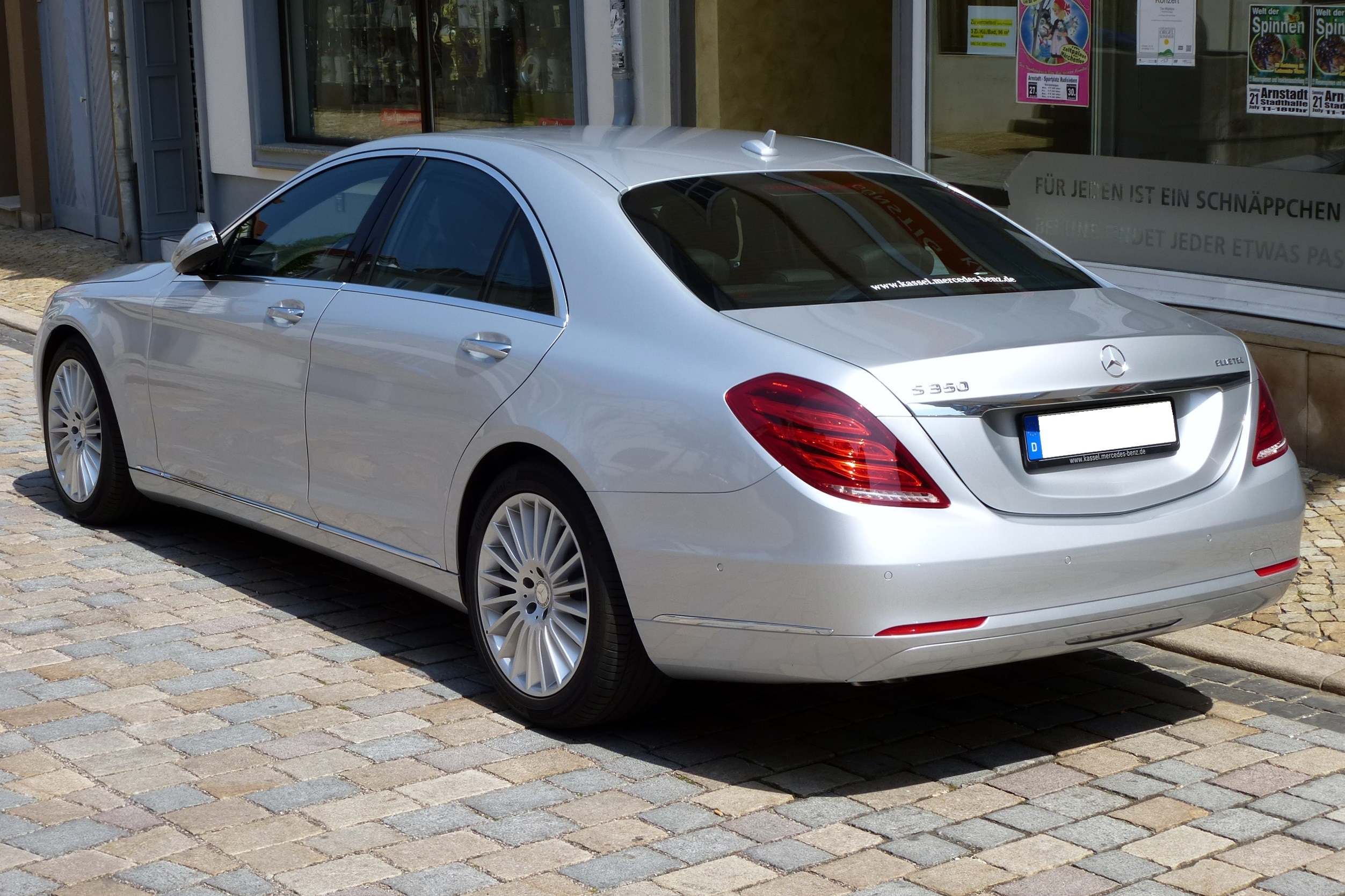
W222 (2013-2020)
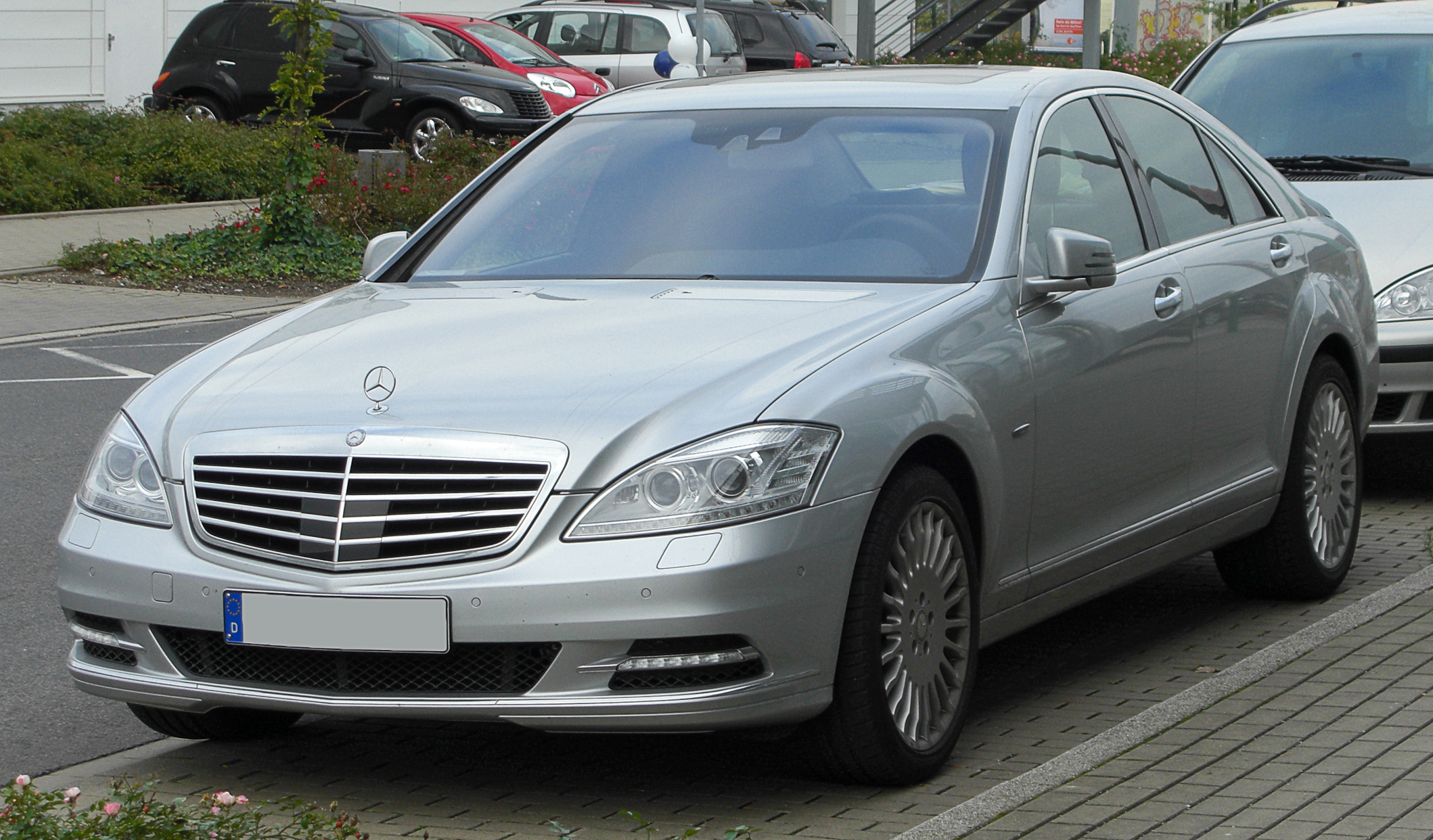
W221 (2005-2013)
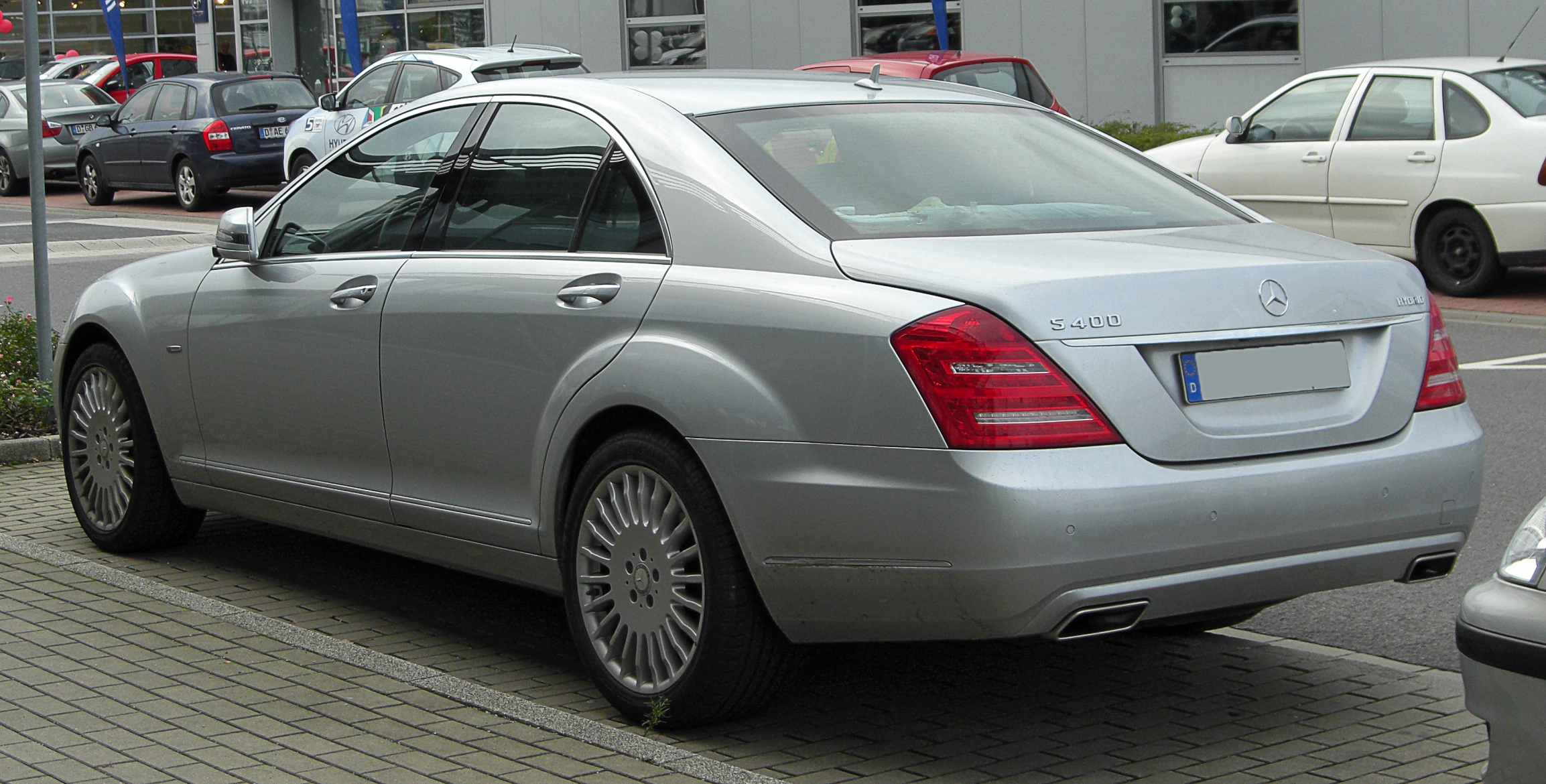
W221 (2005-2013)
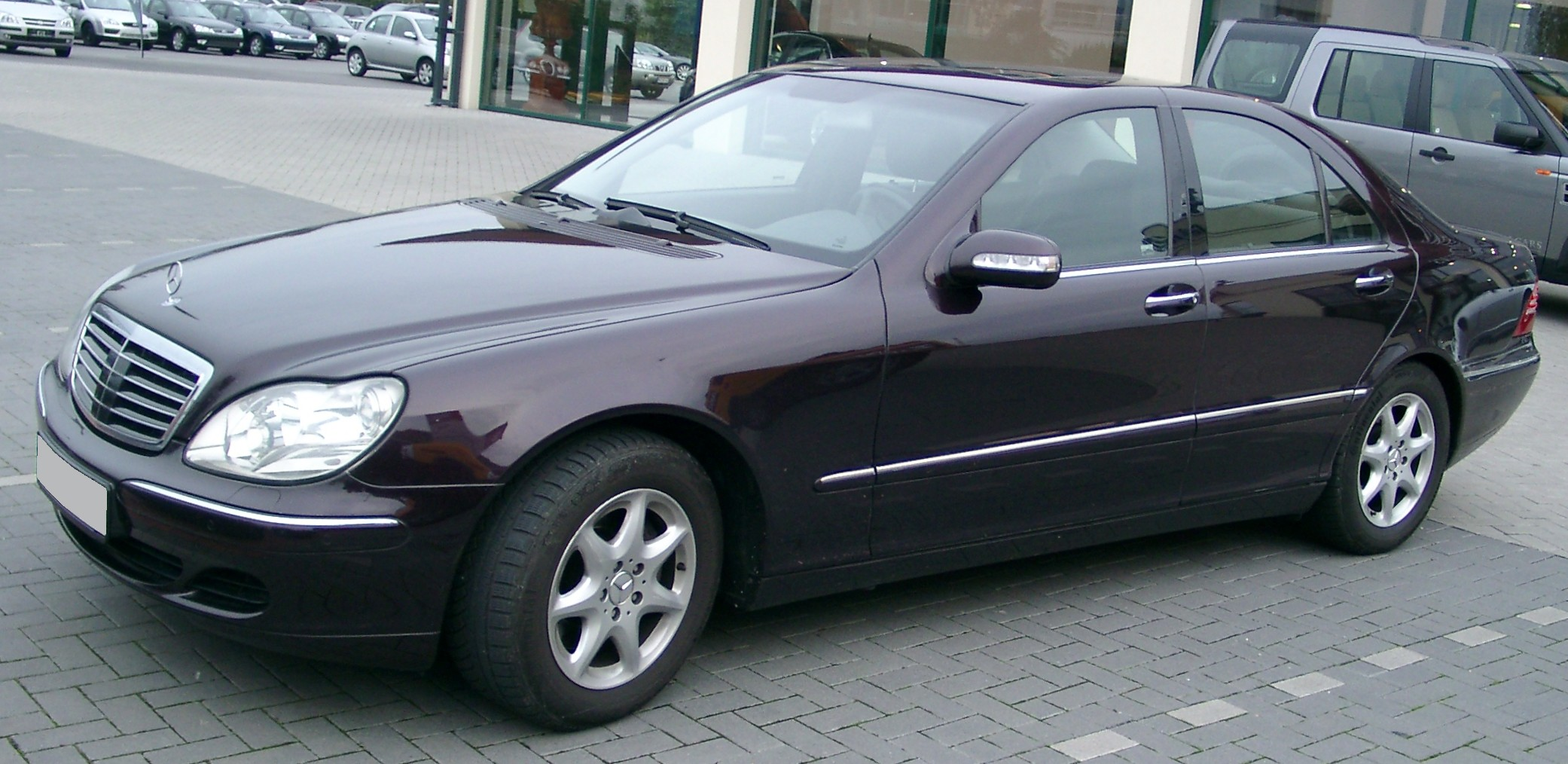
W220 (1998-2005)
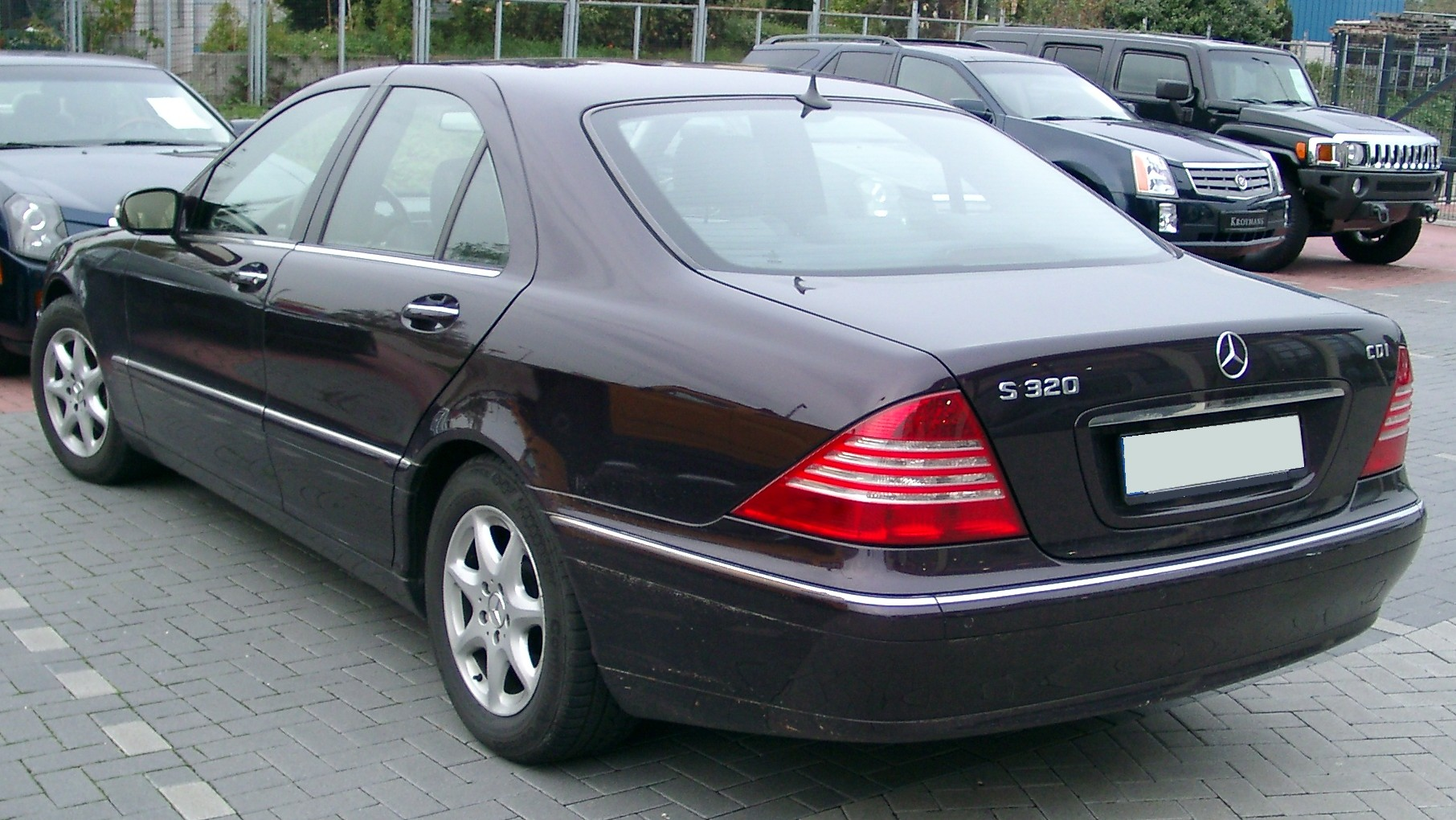
W220 (1998-2005)
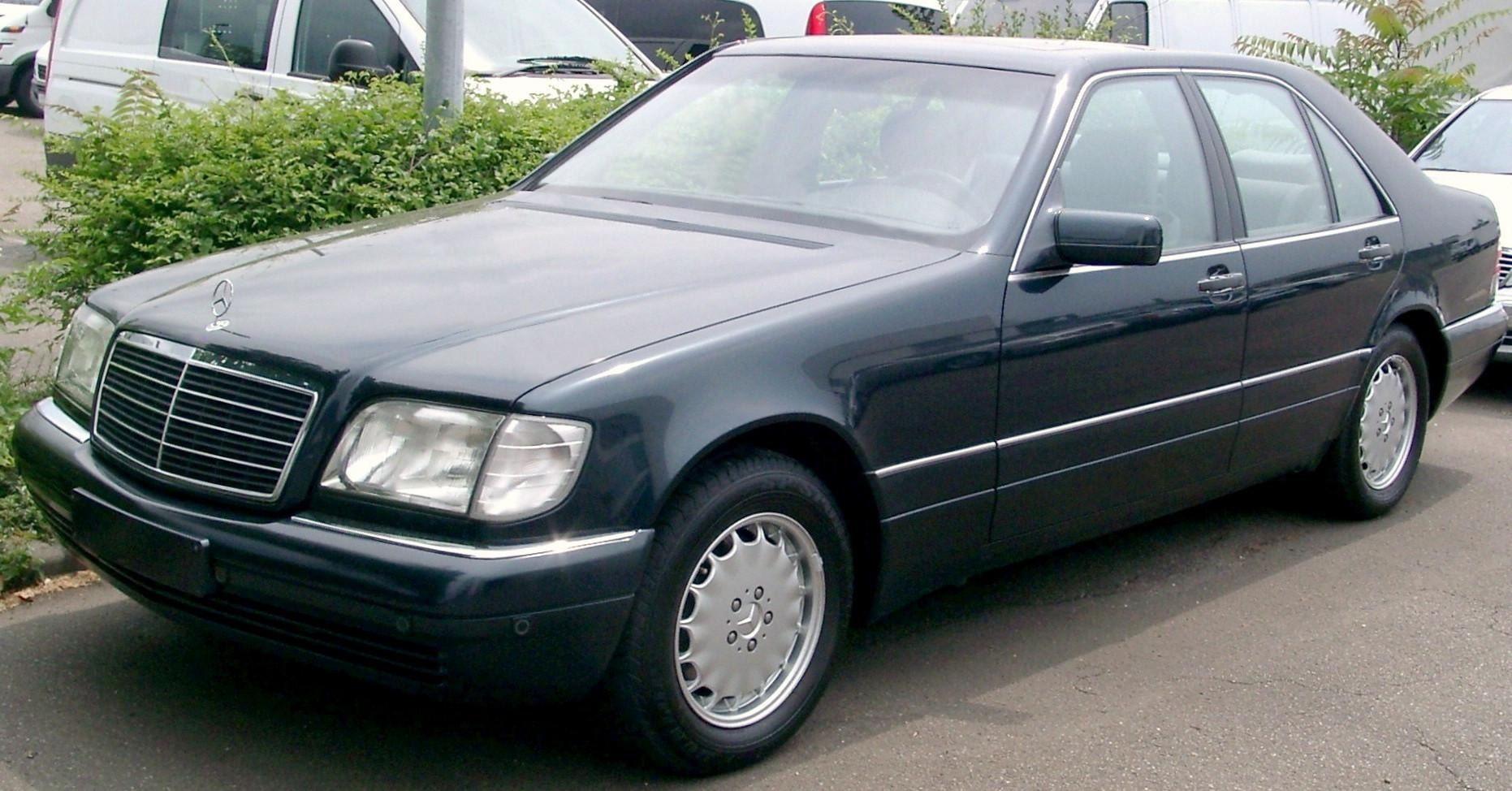
W140 (1991-1998)
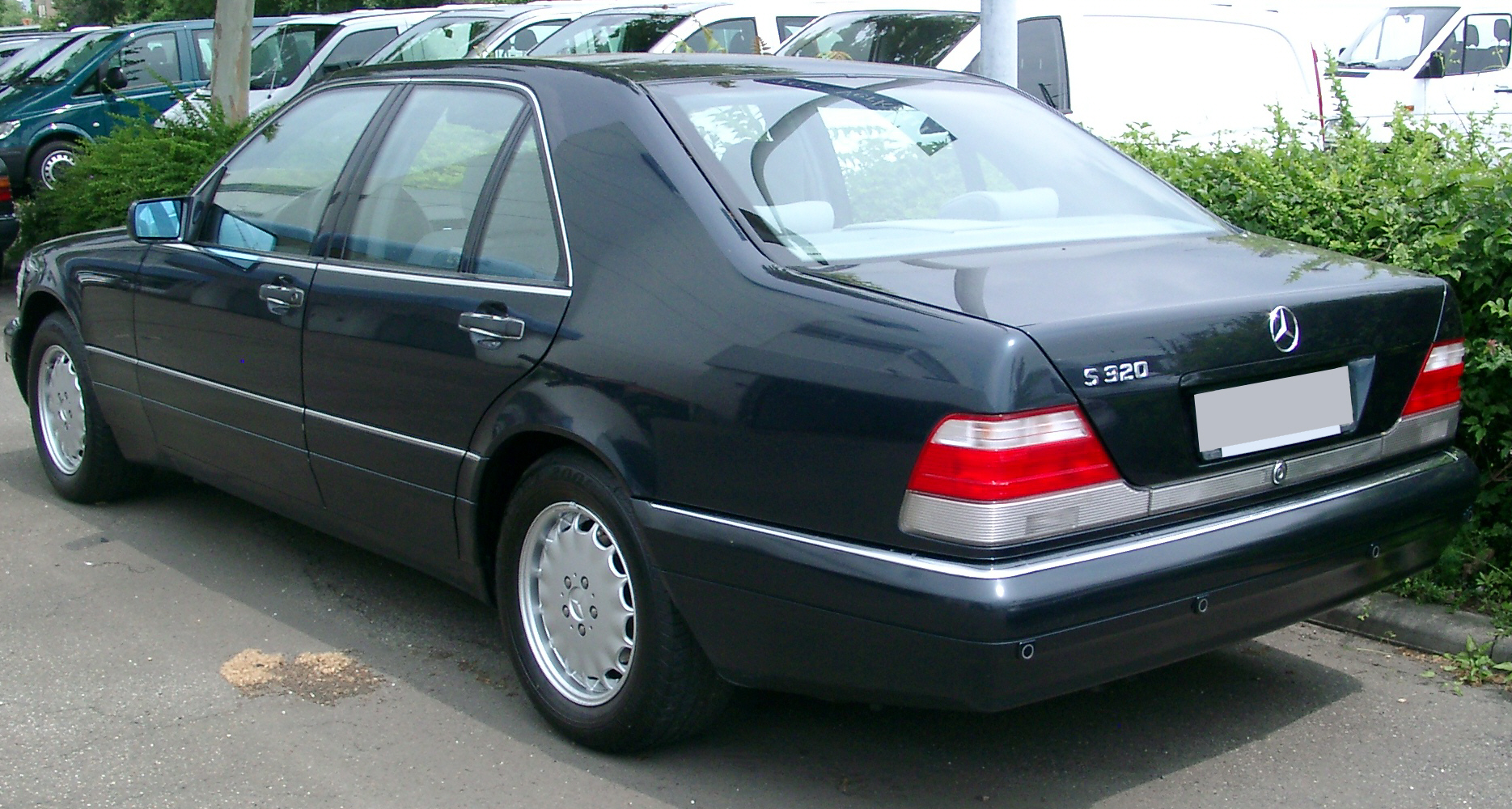
W140 (1991-1998)
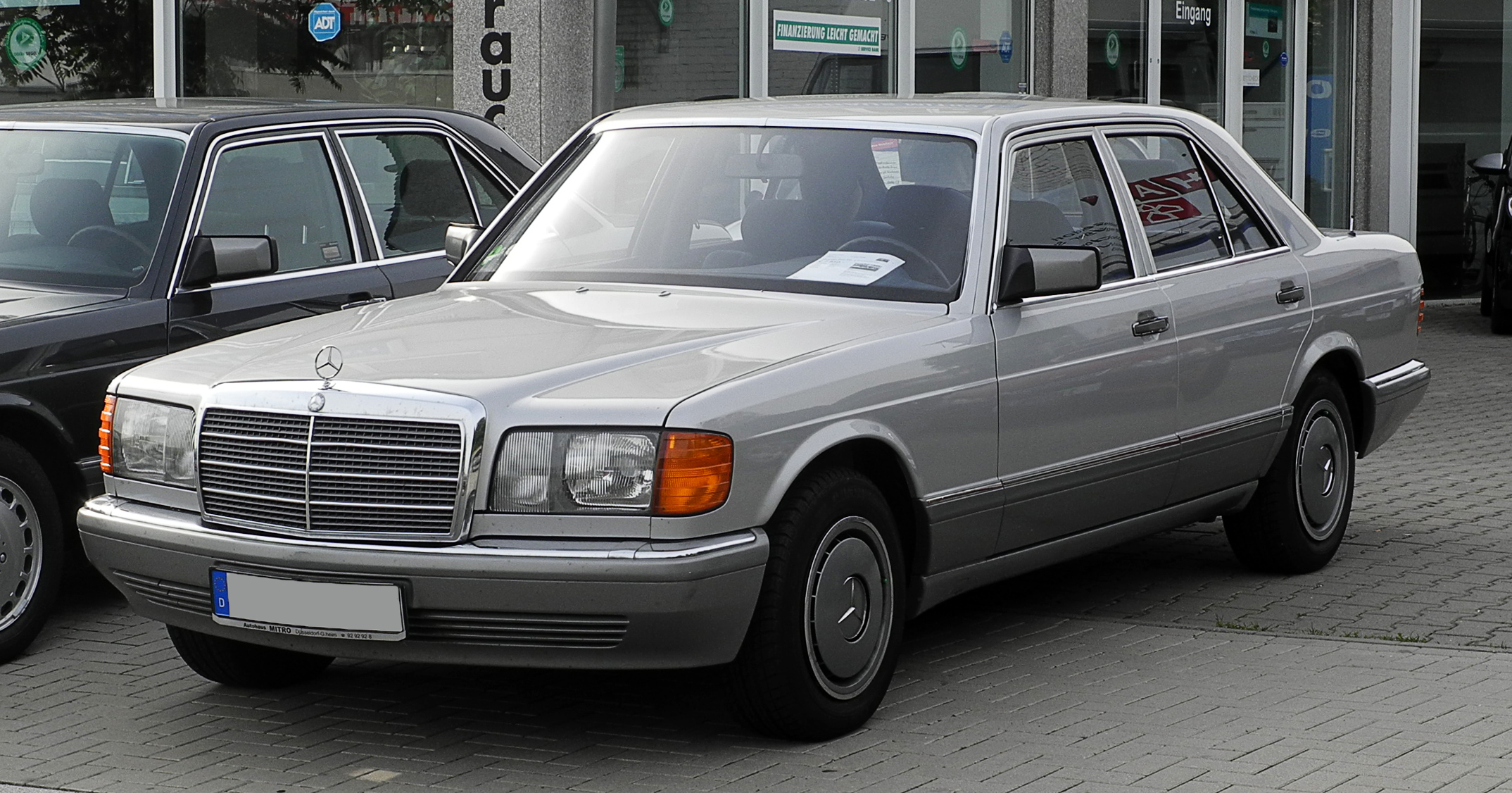
W126 (1979-1991)
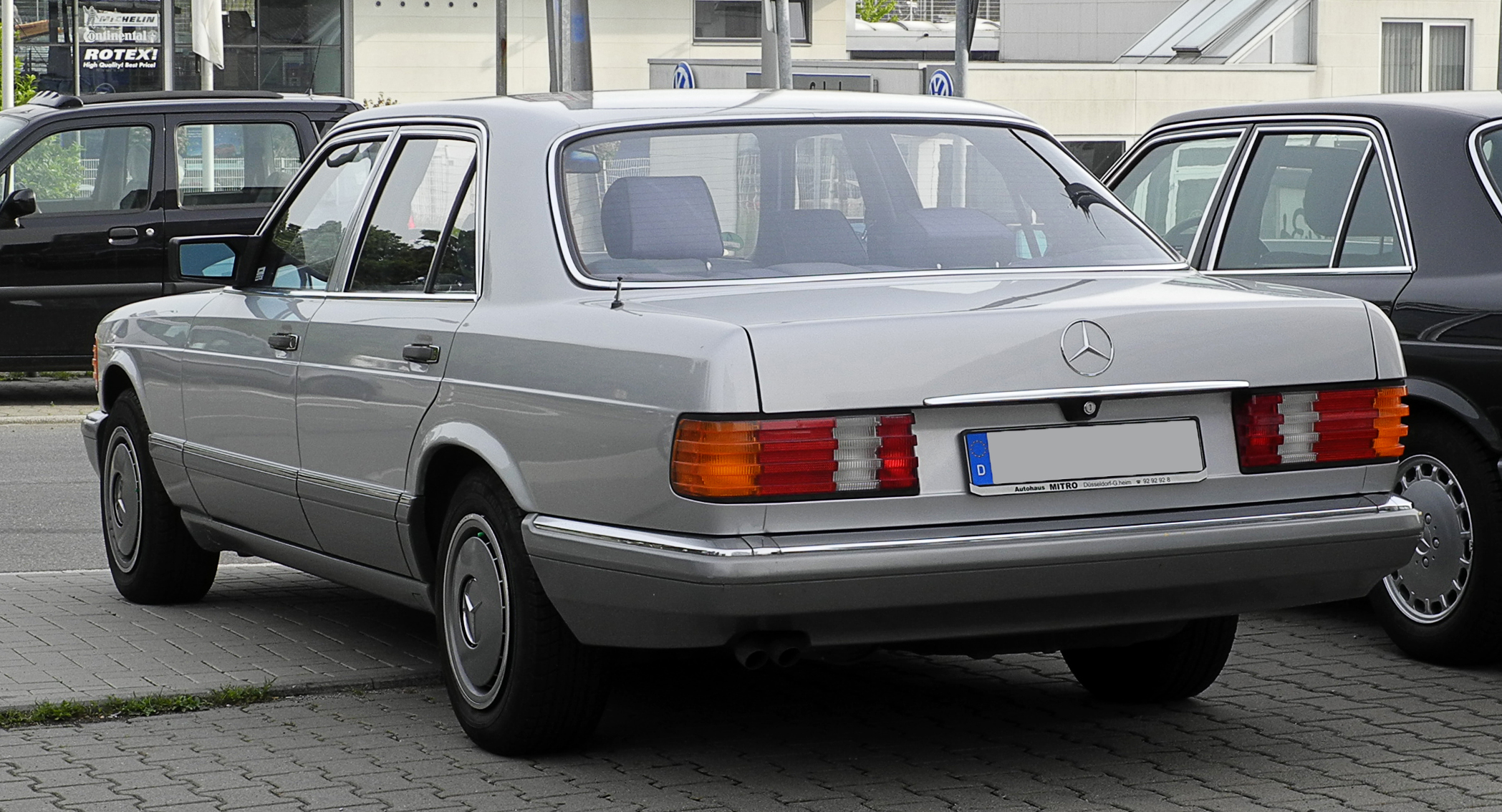
W126 (1979-1991)
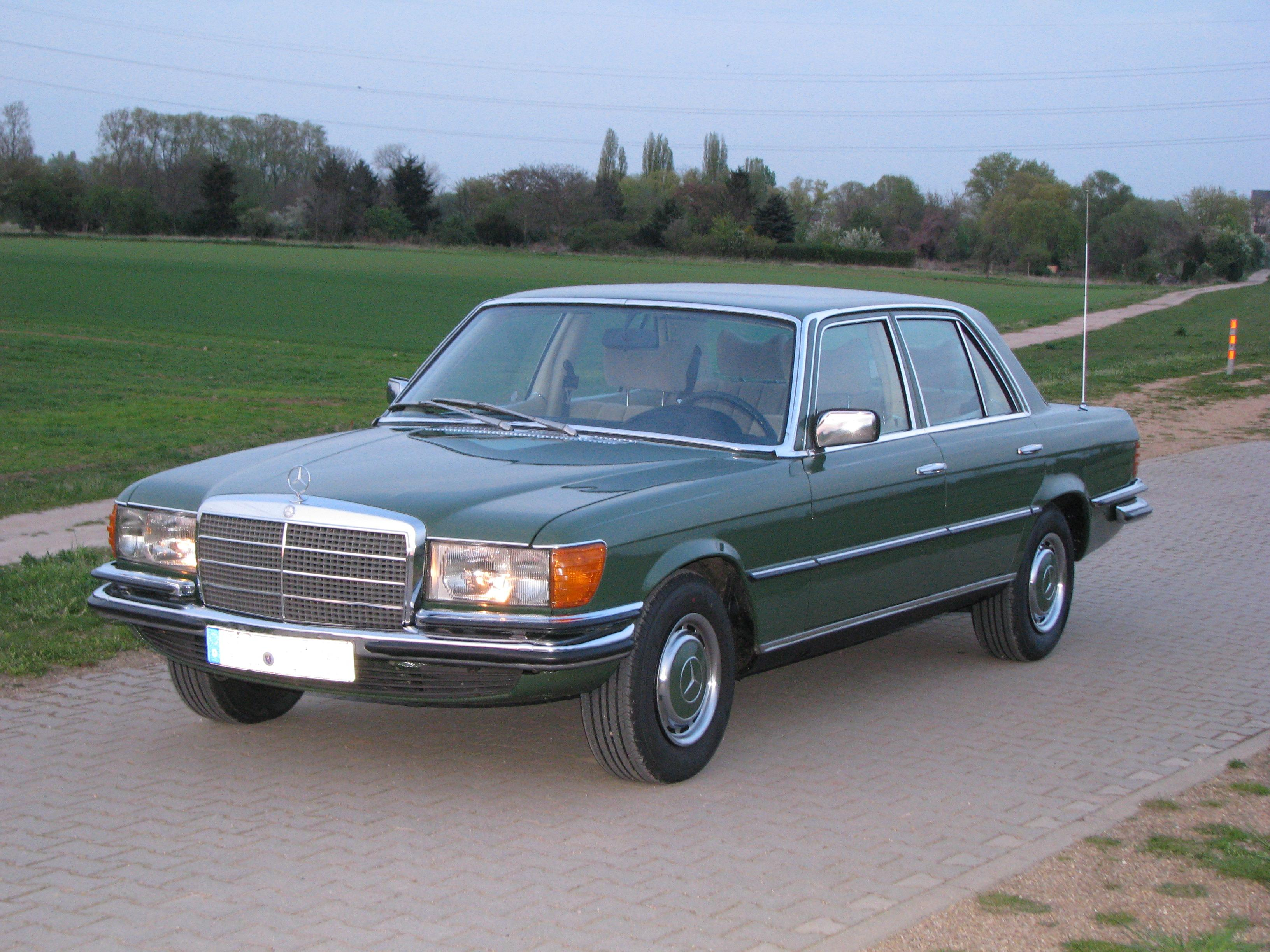
W116 (1972-1980)
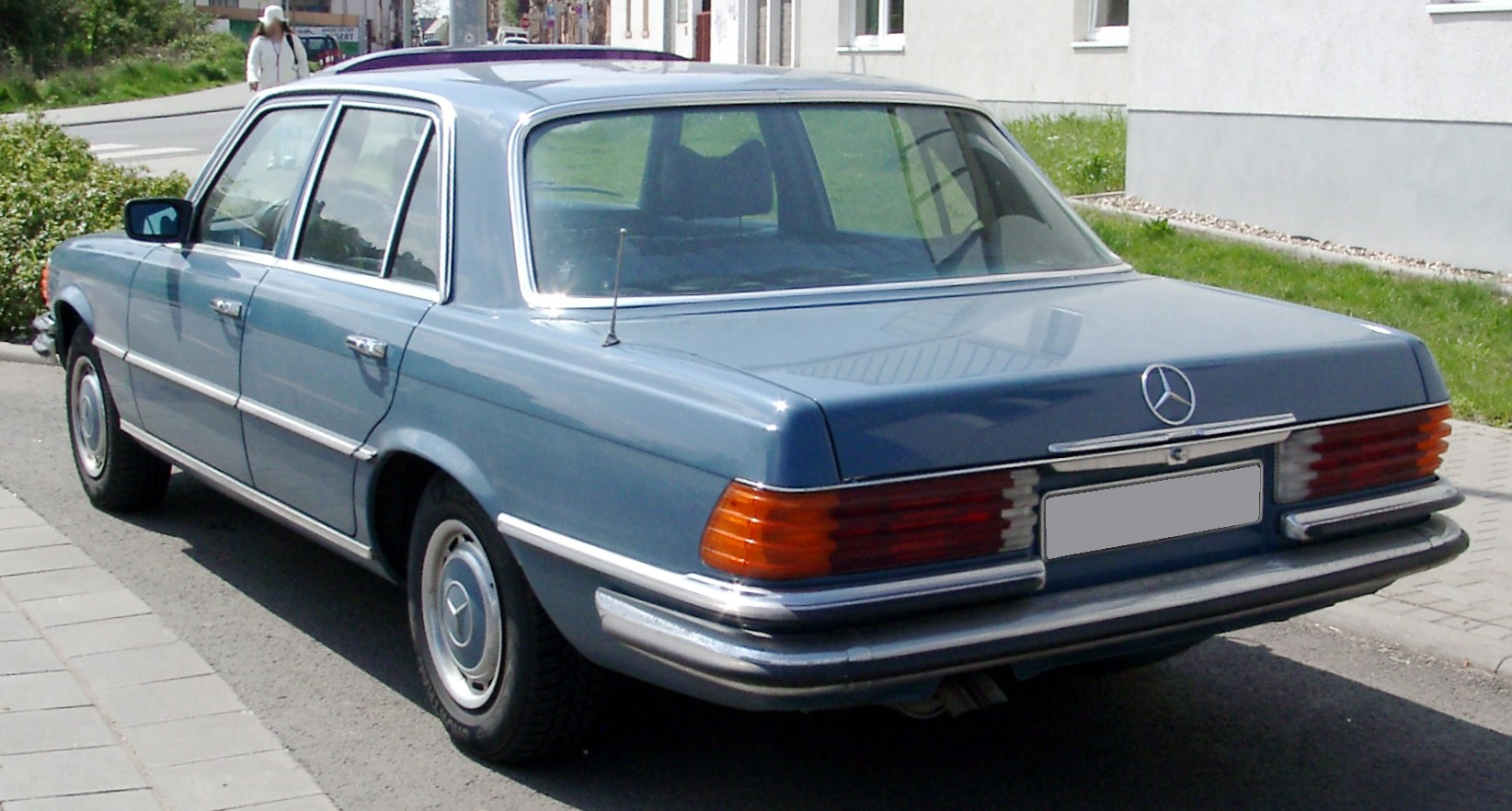
W116 (1972-1980)
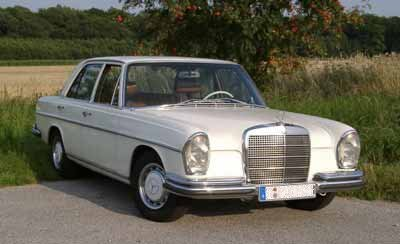
W108 (1965-1972)
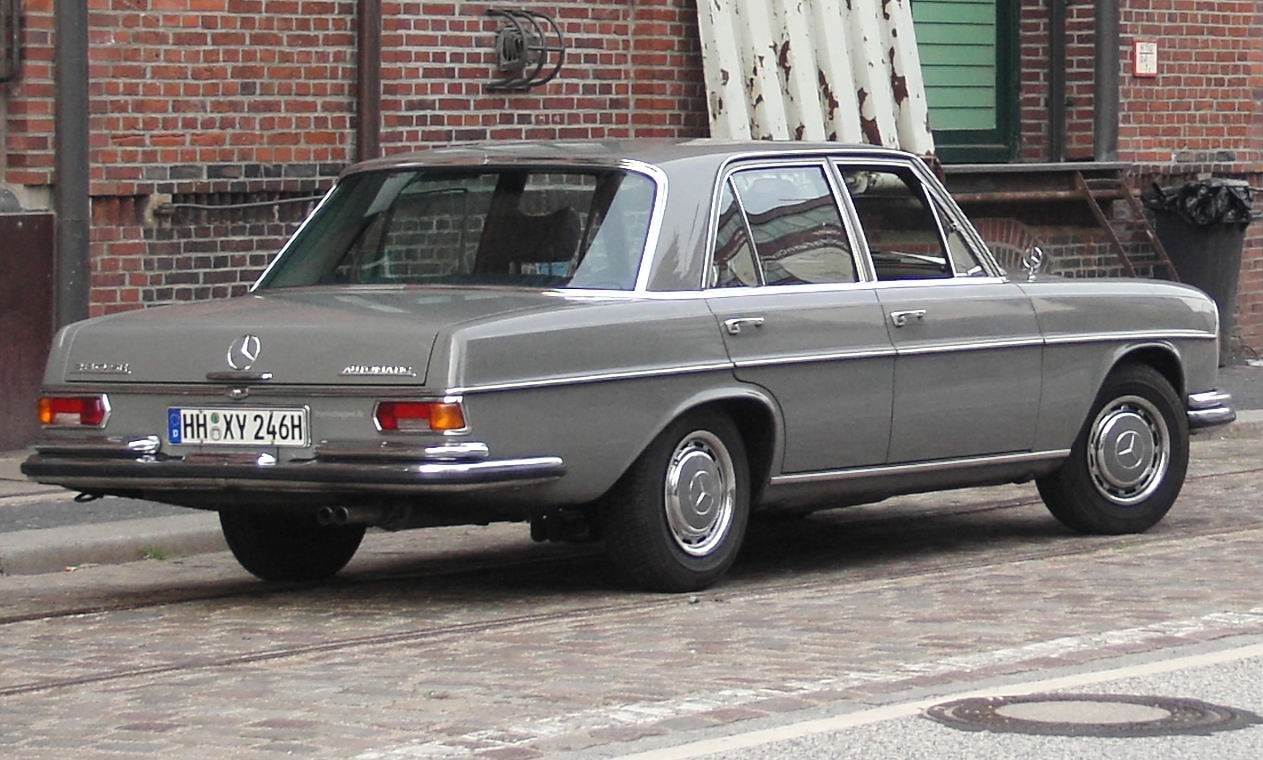
W108 (1965-1972)
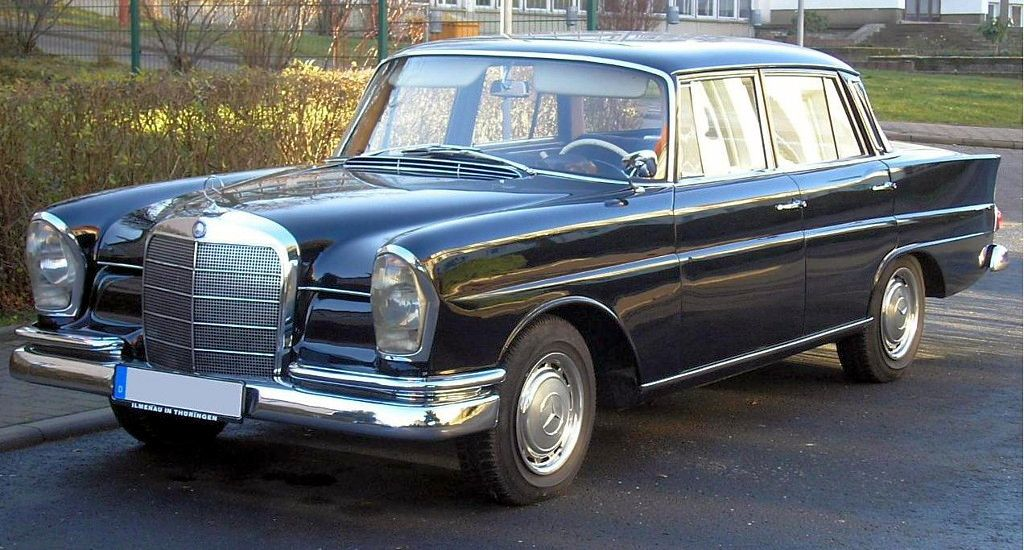
W111 (1959-1965)
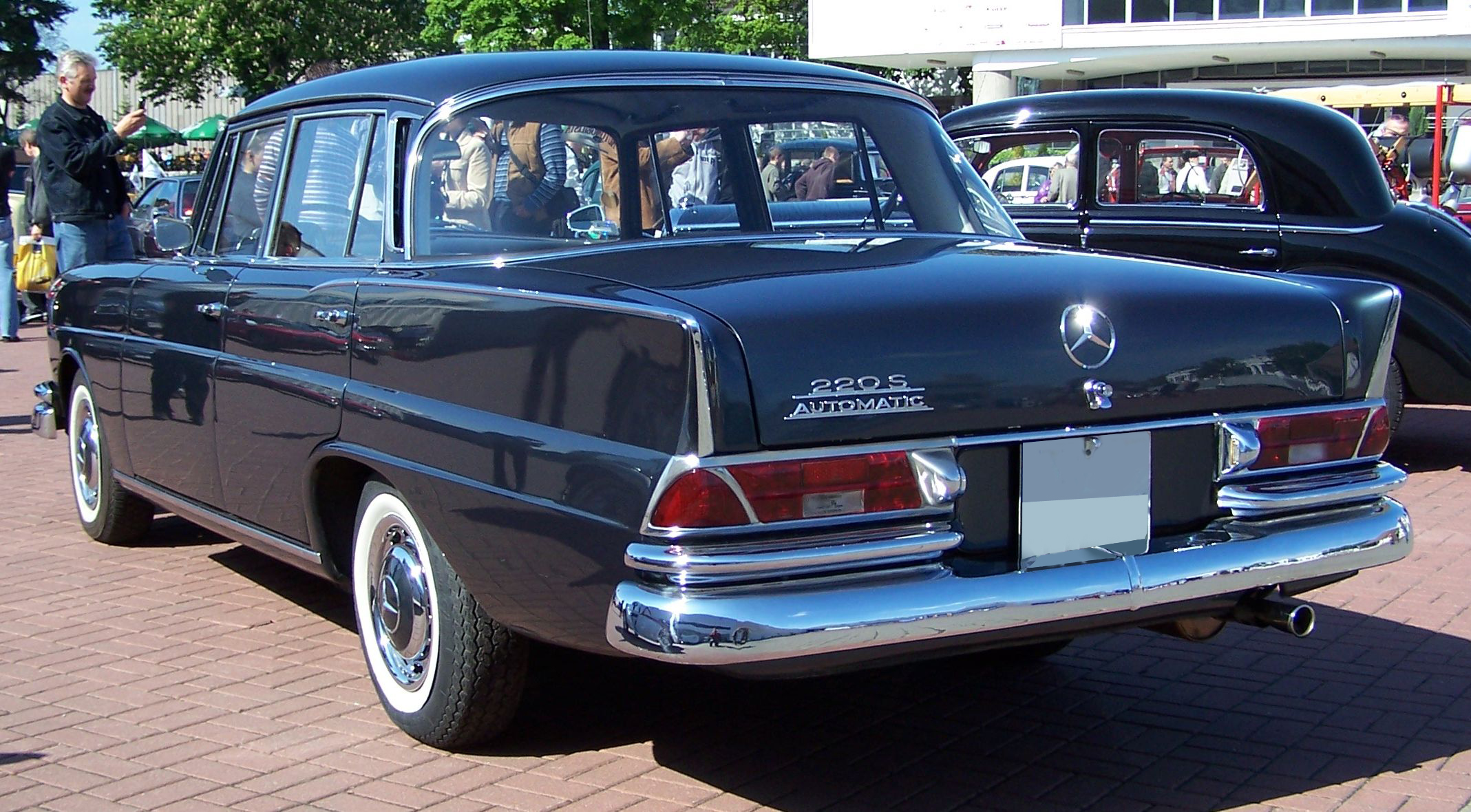
W111 (1959-1965)
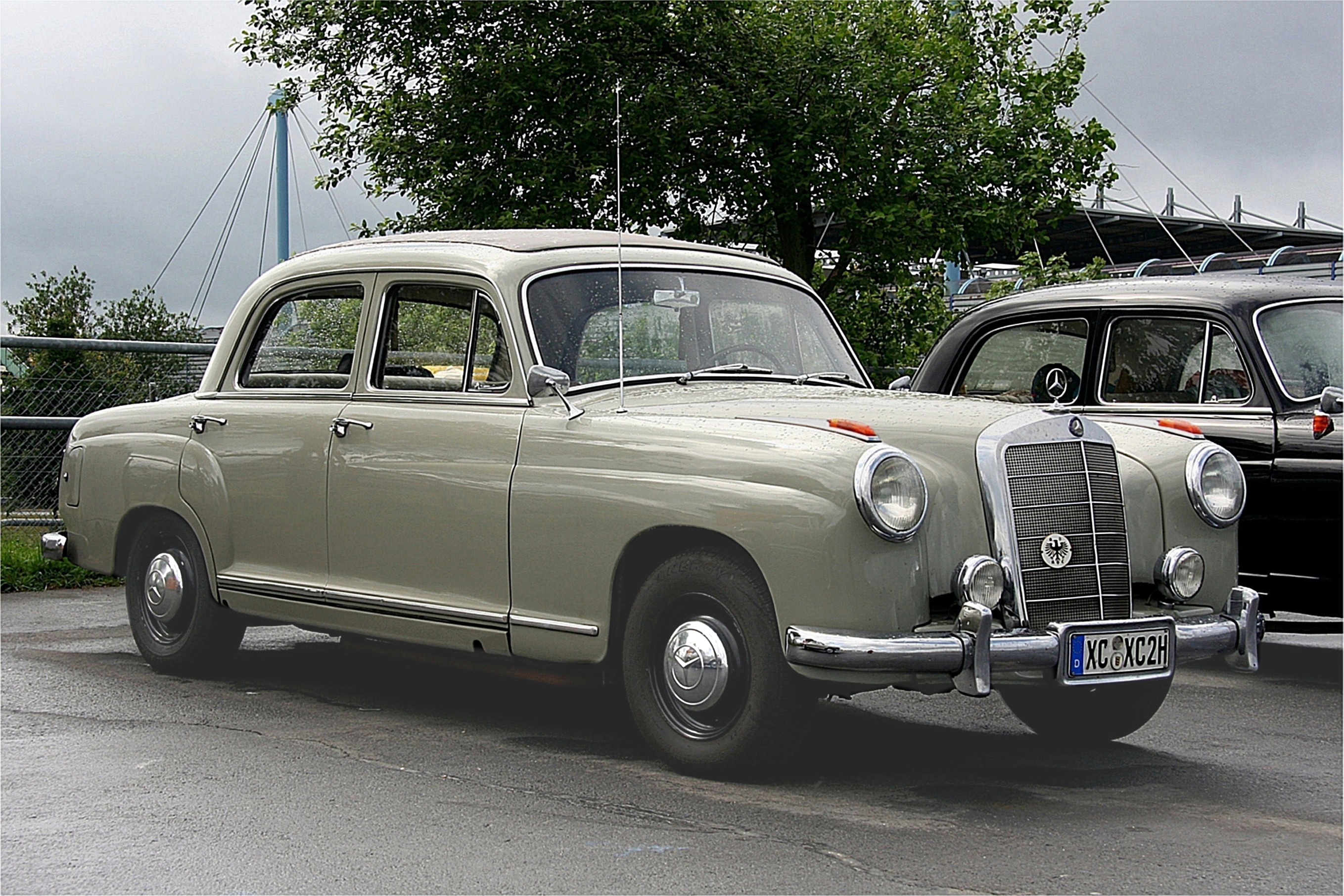
W105 (1954-1959)
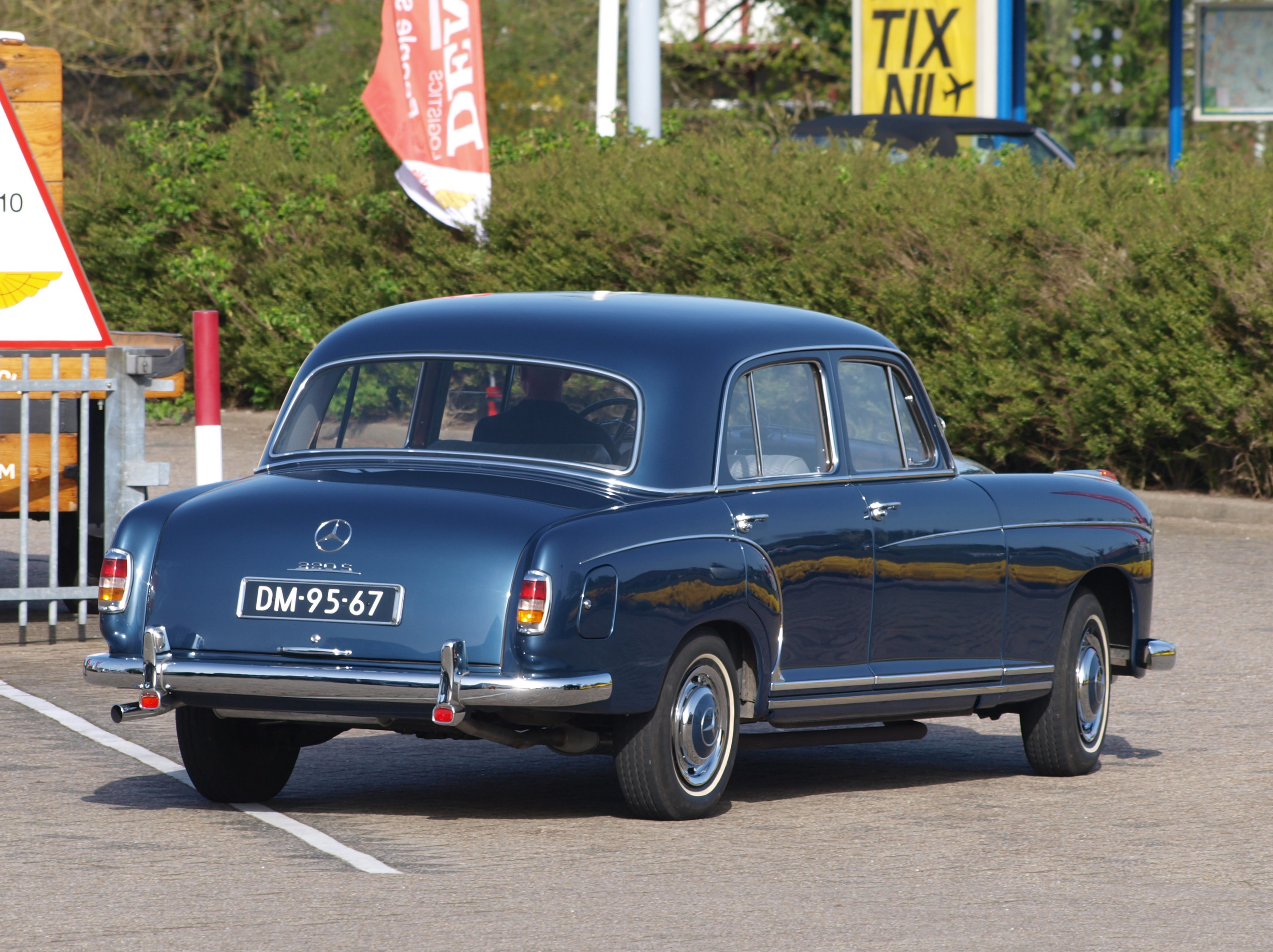
W180 (1954-1959)
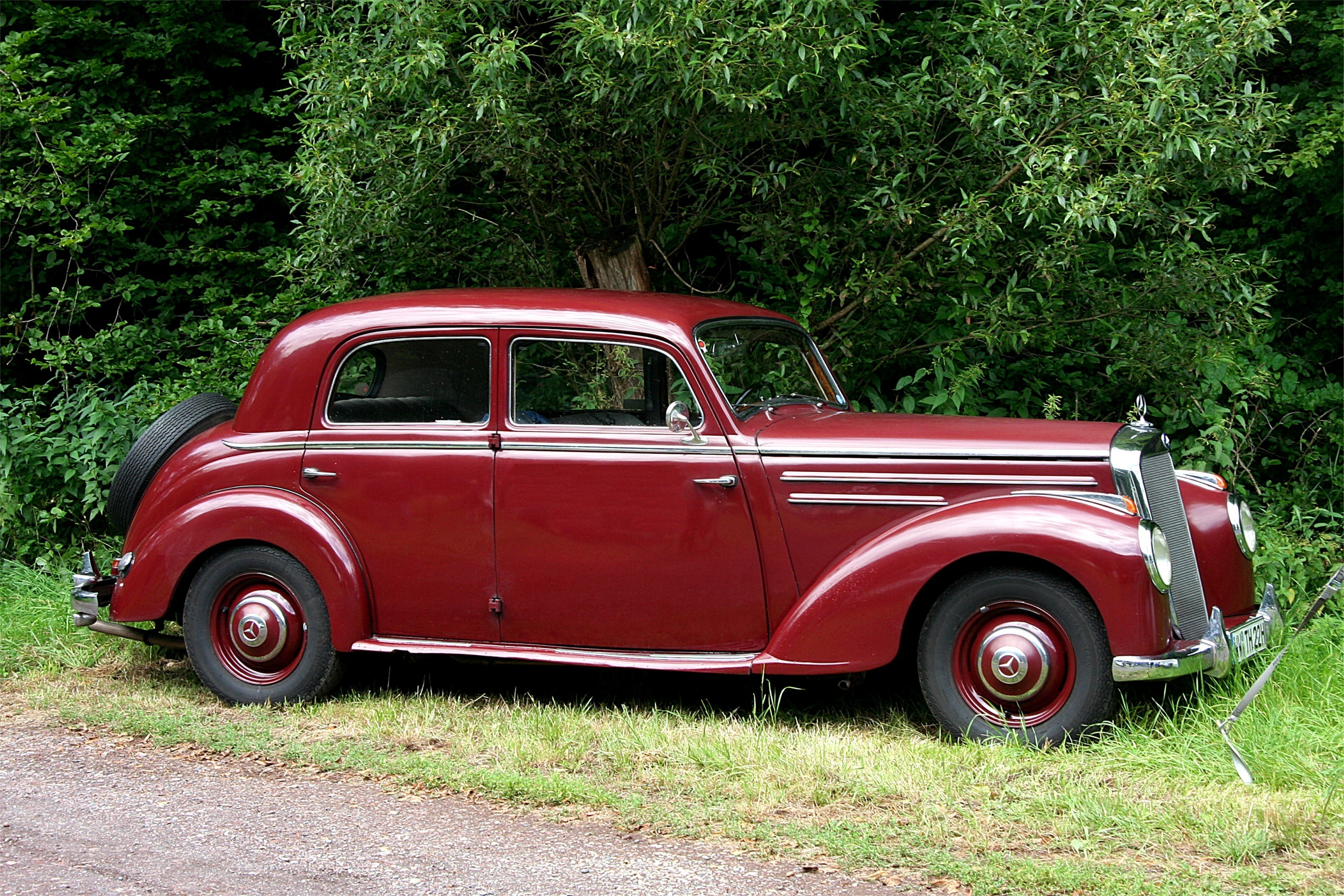
W187 (1951-1954)
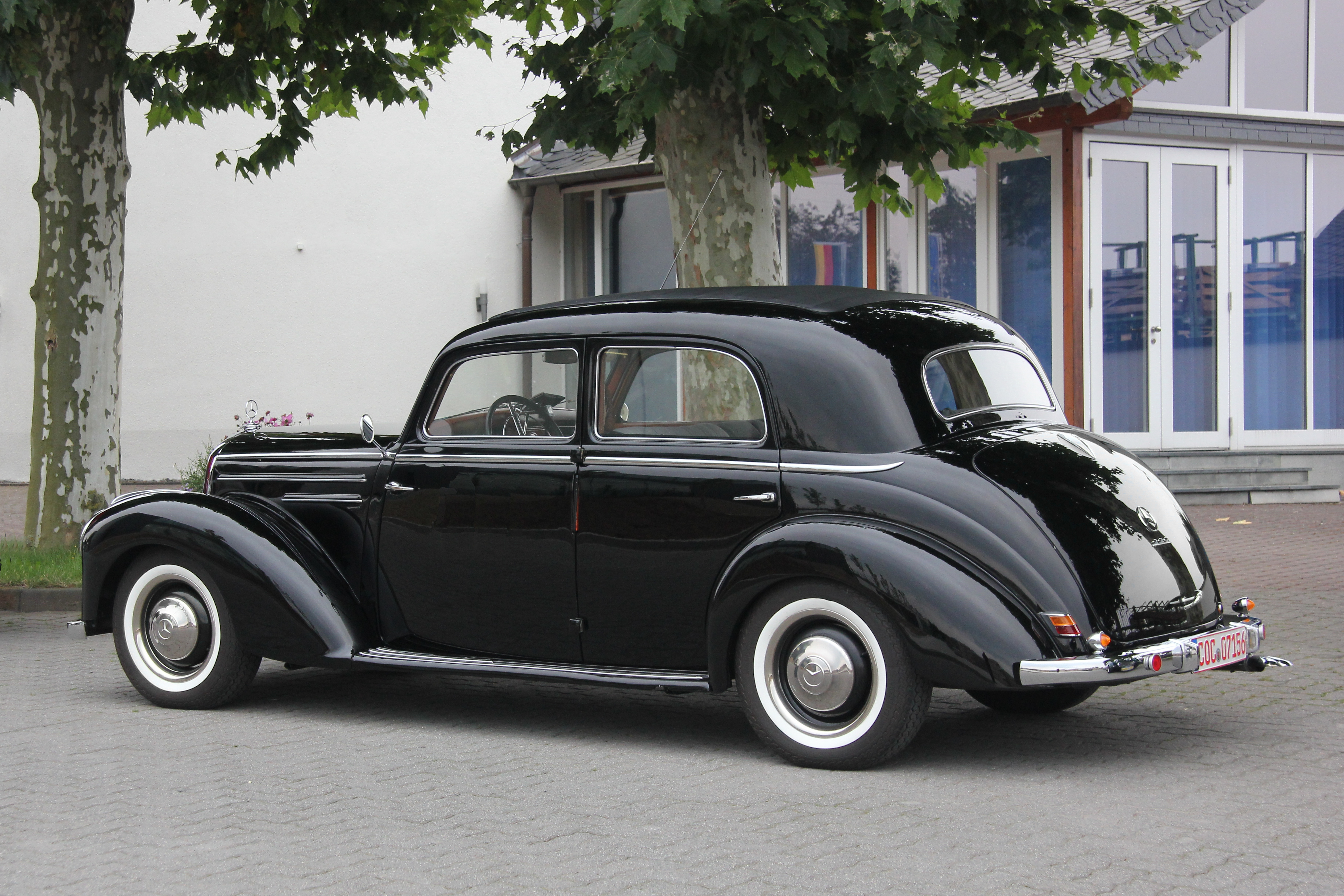
W187 (1951-1954)
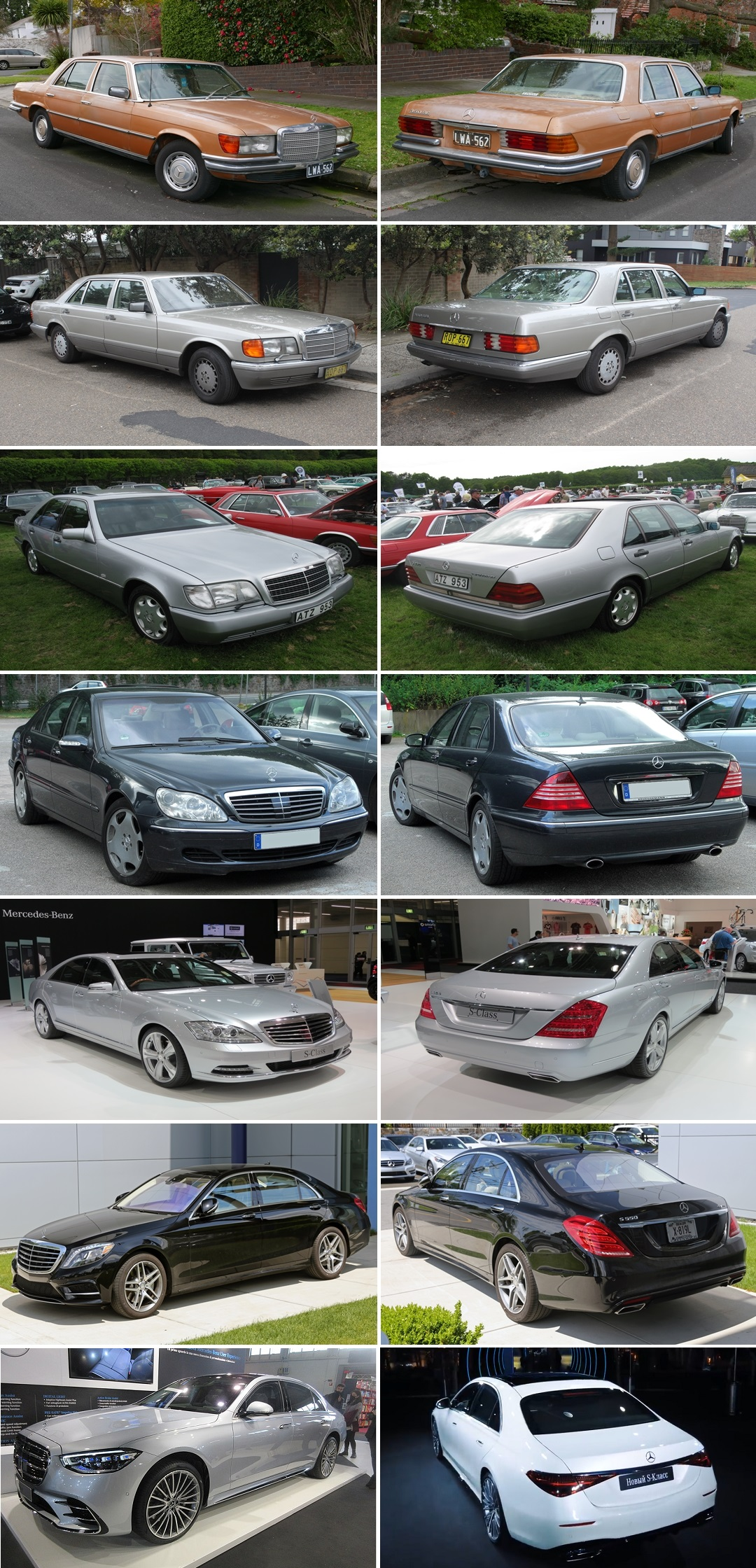
Alle modellen met de officiële naam S-Klasse

## Modellen van de huidige S-Klasse (W222)
| Model                 | Motor     | Cilinderinhoud in cm³ | Vermogen in pk | Acceleratie 0-100 km/h | Topsnelheid in km/h* |
| --------------------- | --------- | --------------------- | -------------- | ---------------------- | -------------------- |
| S 300 h (L)**         | 4-in-lijn | 2143                  | 204 + 27       | 7,6 s                  | 240                  |
| S 350 d (L)**         | V6        | 2987                  | 258            | 6,5 s                  | 250                  |
| S 400 4MATIC (L)      | V6        | 2996                  | 333            | 6,1 s                  | 250                  |
| S 500 e L             | V6        | 2996                  | 333 + 116      | 5,2 s                  | 250                  |
| S 500 (L)             | V8        | 4663                  | 455            | 4,8 s                  | 250                  |
| Maybach S 500         | V8        | 4663                  | 455            | 5,0 s                  | 250                  |
| S 600 L               | V12       | 5980                  | 530            | 4,6 s                  | 250                  |
| Maybach S 600         | V12       | 5980                  | 530            | 5,0 s                  | 250                  |
| AMG S 63              | V8        | 5461                  | 585            | 4,4 s                  | 250                  |
| AMG S 63 4MATIC L     | V8        | 5461                  | 585            | 4,0 s                  | 250                  |
| AMG S 65 L            | V12       | 5980                  | 630            | 4,3 s                  | 250                  |
| Maybach S 600 Pullman | V12       | 5980                  | 530            | n.n.b.                 | n.n.b.               |

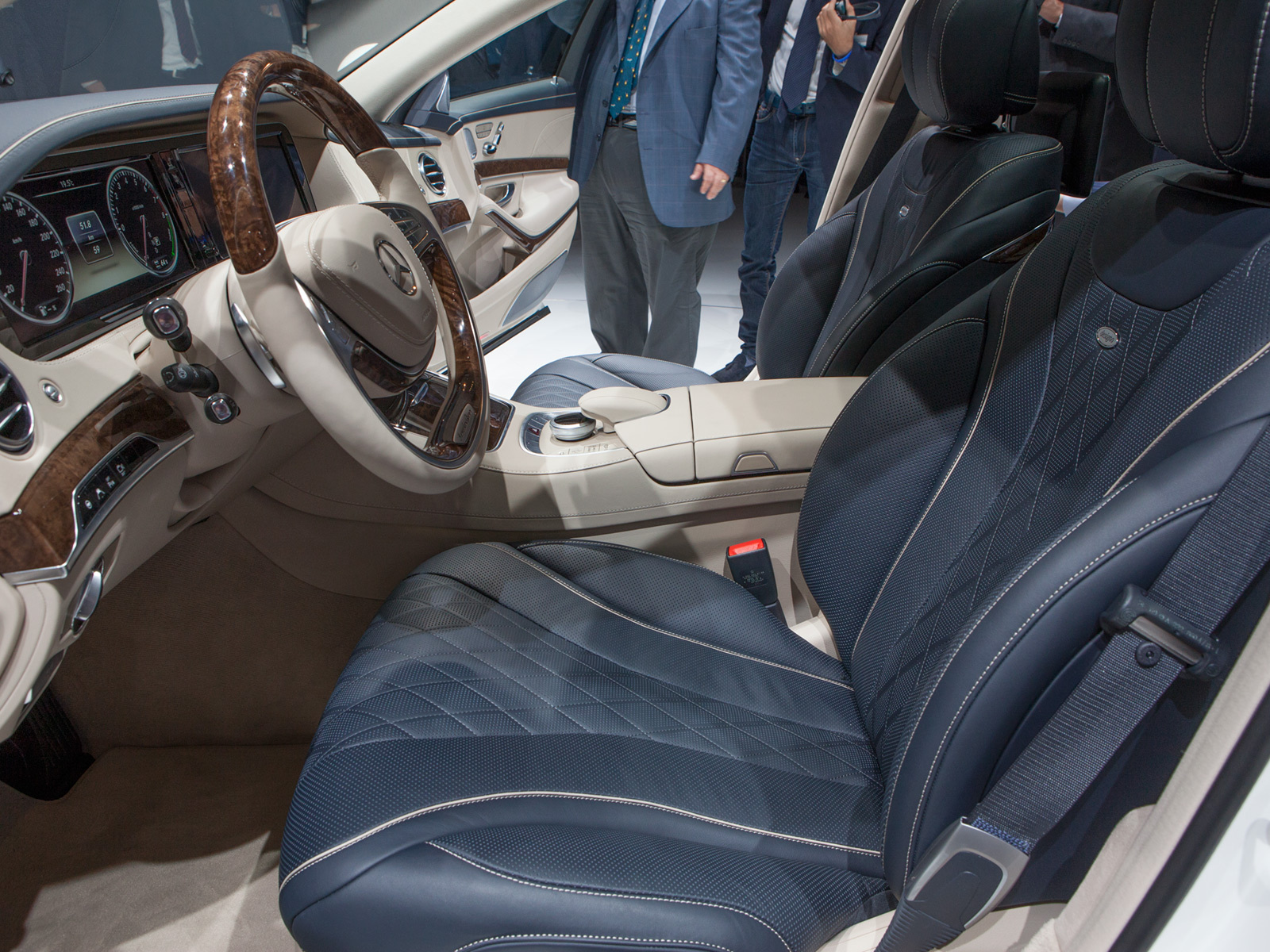
W222-interieur

* 250 km/h is een elektronisch begrensde topsnelheid
** dieselmotoren (model S 300 h bezit tevens een elektromotor en heeft derhalve een hybride aandrijving)
De auto's worden aangeboden in verschillende lengtes waarbij meer lengte meer luxe representeert. Lengteverschillen worden veroorzaakt door verschillen in wielbasis. Deze komen tot uitdrukking in de beenruimte van de achterpassagiers. Ten opzichte van de standaarduitvoering is de wielbasis van de 'L'-versies 13 cm langer en van de 'Maybach'-uitvoeringen 33 cm langer. De wielbasis van de uiterst exclusieve Maybach S 600 Pullman is liefst 138,3 cm langer. Deze uitvoering beschikt o.a. over 6 zitplaatsen.

## Coupés

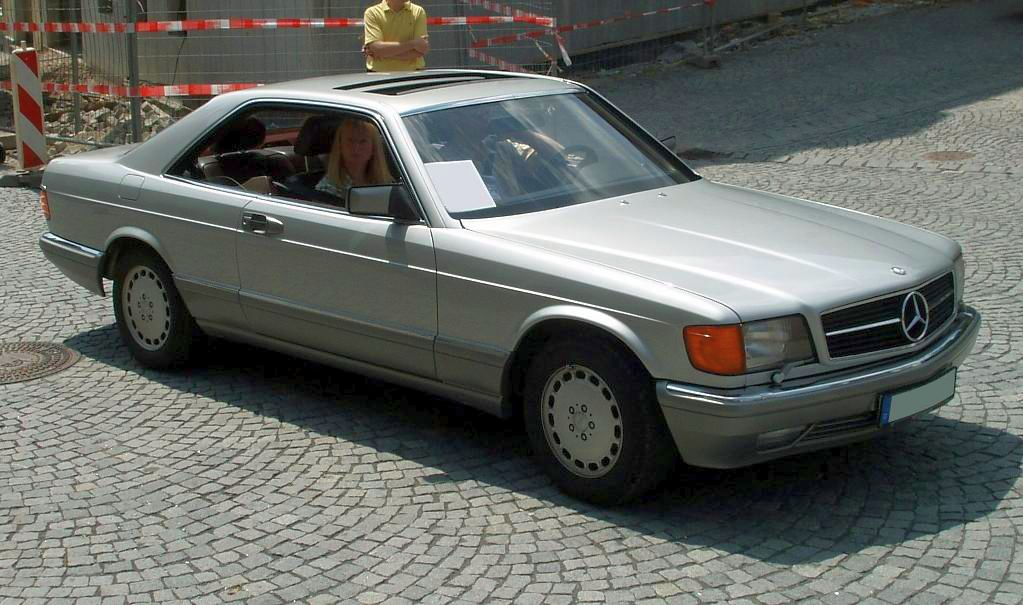
C126

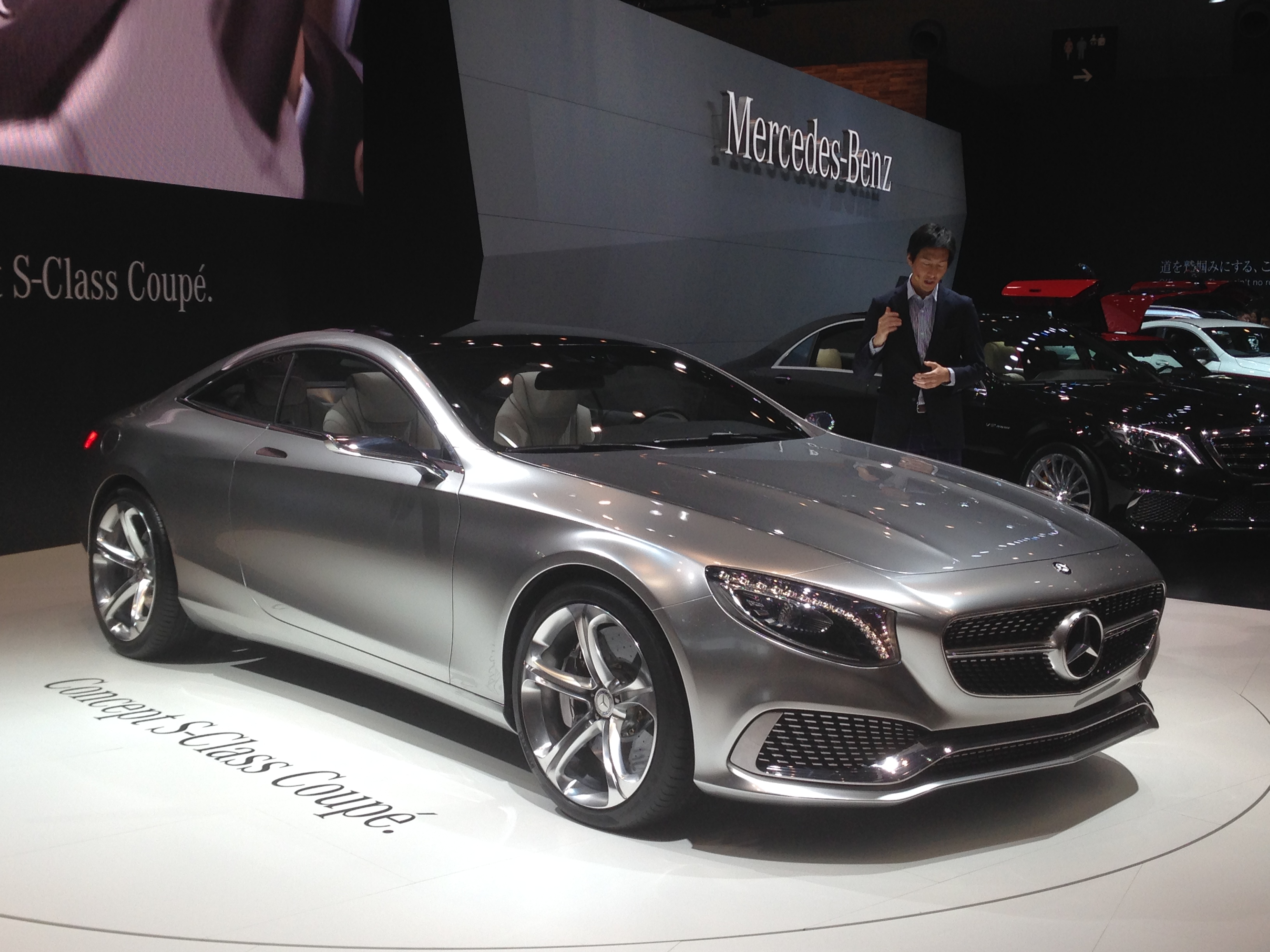
C217

Gebaseerd op de S-Klasse brengt Mercedes sinds modelreeks W126 coupés op de markt: in 1981 kwam de C126 op basis van de W126, in 1992 introduceerde Mercedes de C140 op basis van de W140, in 1999 werd de C215 uitgebracht gebaseerd op de W220, in 2006 verscheen de C216 op basis van de W221 en in 2014 arriveerde de C217 op basis van de W222. Kenmerkend voor de coupés is dat ze worden uitgerust met V8 en V12 benzinemotoren. Uitzondering betreft de C217 die sinds oktober 2015 ook verkrijgbaar is met een V6 benzinemotor.
De handelsnaam van de C126 was 'SEC'. De C140 heette het eerste jaar eveneens SEC, maar werd van 1993 tot 1996 S-Klasse Coupé genoemd en vanaf 1996 CL-Klasse. De C215 en C216 heten ook CL-Klasse. De C217 heet weer S-Klasse Coupé.

## 600 Pullman/Maybach/Maybach S 600 Pullman

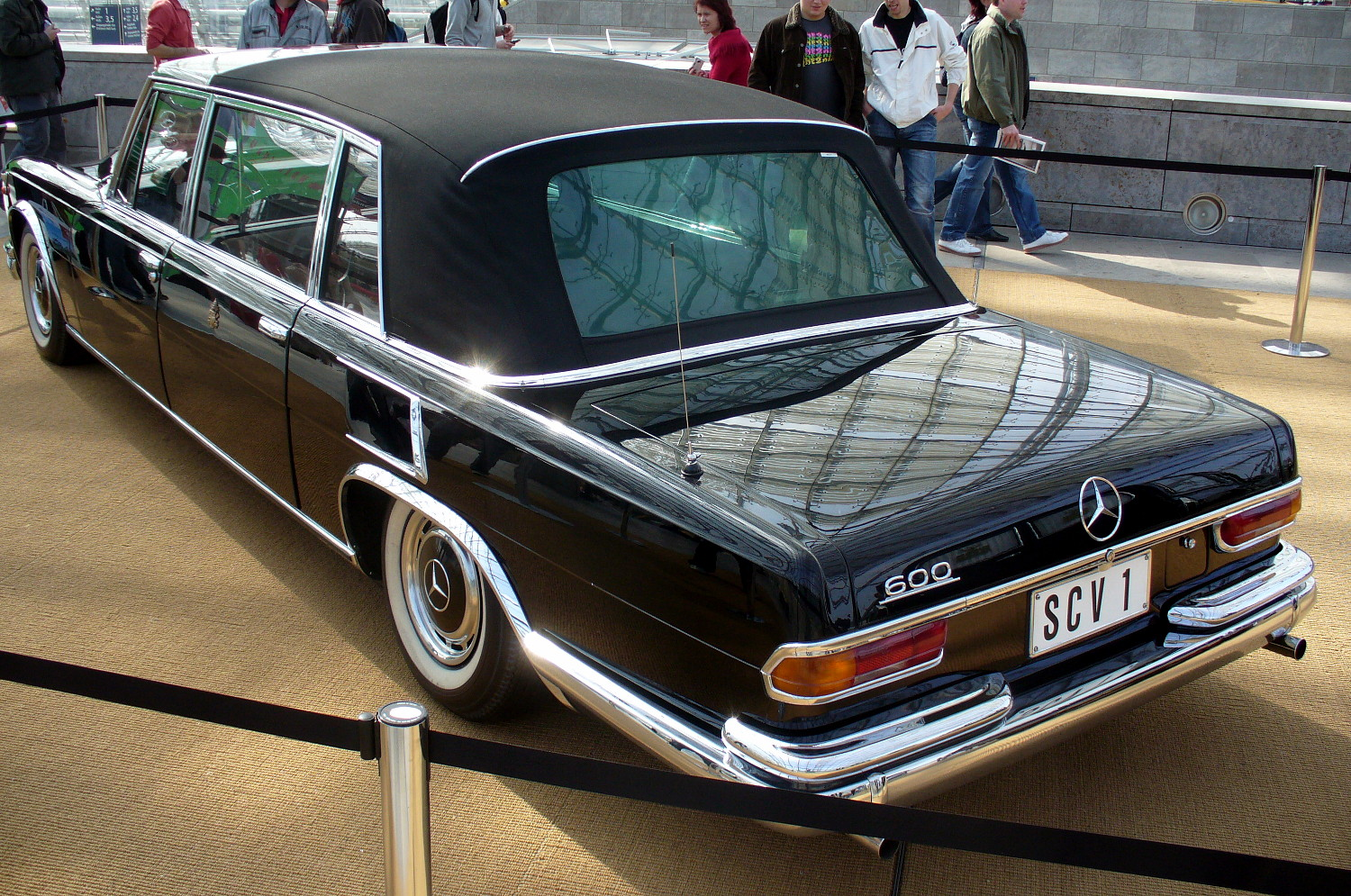
W100 in Pullman Landaulet-uitvoering

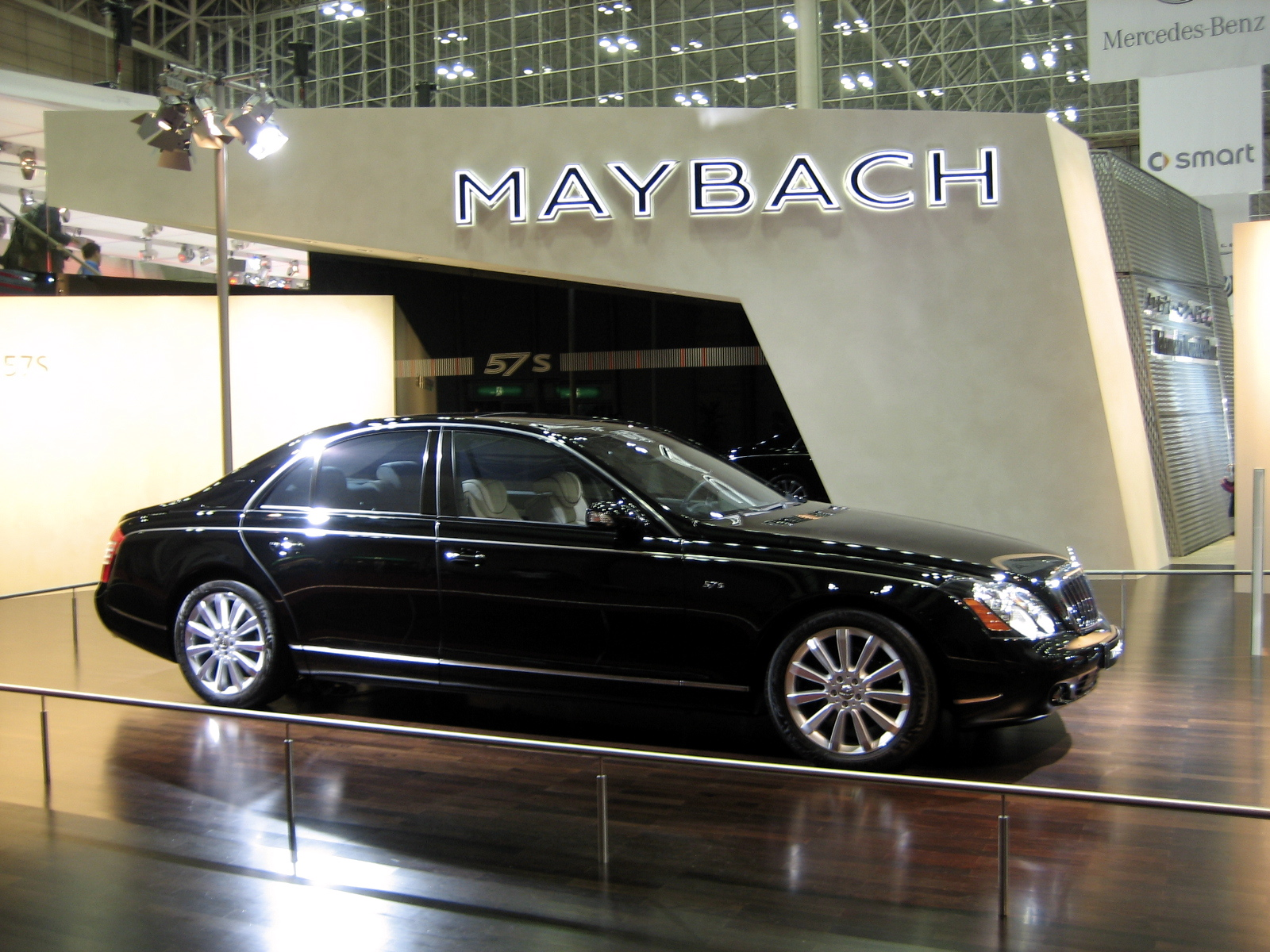
Maybach 57S

Tussen 1963 en 1981 is er ook een model geweest dat boven de S-Klasse gepositioneerd was, de 600 Pullman. Deze W100 was een uiterst luxe limousine die vooral door beroemdheden en staatshoofden werd gekocht.
Vanaf 2002 was er een opvolger in de vorm van de Maybach 57/62. In 2006 kwamen er 'S'-versies uit van deze modellen. In deze uitvoering hadden de chauffeurs meer vermogen en luxe ter beschikking.
Sinds 2016 wordt een nieuwe Pullman-versie geleverd onder de naam Maybach S 600 Pullman.

## Concurrenten
- Audi A8
- BMW 7-serie
- Jaguar XJ
- Lexus LS
- Maserati Quattroporte
- Volkswagen Phaeton